# Ford Model T
Ford Model T (còn có biệt danh là Tin Lizzie, Leaping Lena, jitney hoặc flivver) là mẫu xe hơi được sản xuất bởi Ford Motor Company từ ngày 1 tháng 10 năm 1908 đến ngày 26 tháng 5 năm 1927. Mẫu xe này thường được coi là mẫu xe hơi giá rẻ đầu tiên, mang đến phương tiện đi lại cho tầng lớp trung lưu của Mỹ. Một trong số lý do đạt được mức giá này là nhờ hệ thống chế tạo hiệu quả của Ford, trong đó bao gồm việc sản xuất trên dây chuyền lắp ráp thay cho thủ công.
Ford Model T được mệnh danh là chiếc xe hơi có tầm ảnh hưởng lớn nhất thế kỷ 20 trong cuộc thi Car of the Century vào năm 1999, vượt qua các tên tuổi như BMC Mini, Citroën DS và Volkswagen Beetle (Volkswagen Type 1). Model T của Ford thành công không chỉ nhờ là một phương tiện giao thông giá phải chăng được sản xuất đại trà, mà còn bởi vì chiếc xe biểu thị sự đổi mới của tầng lớp trung lưu đang lên và đã trở thành một biểu tượng mạnh mẽ của thời đại hiện đại hóa tại nước Mỹ. 16,5 triệu chiếc được bán ra, xếp thứ tám trong danh sách mười mẫu xe hơi có doanh số cao nhất mọi thời đại tính đến năm 2012.
Năm 1909, giá của một chiếc xe Ford Model T  Runabout bắt đầu từ 825 đô la (tương đương 24.880 đô la vào năm 2021). Đến năm 1925, giá một chiếc xe đã giảm xuống còn 260 đô la (tương đương 4.020 đô la vào năm 2021).

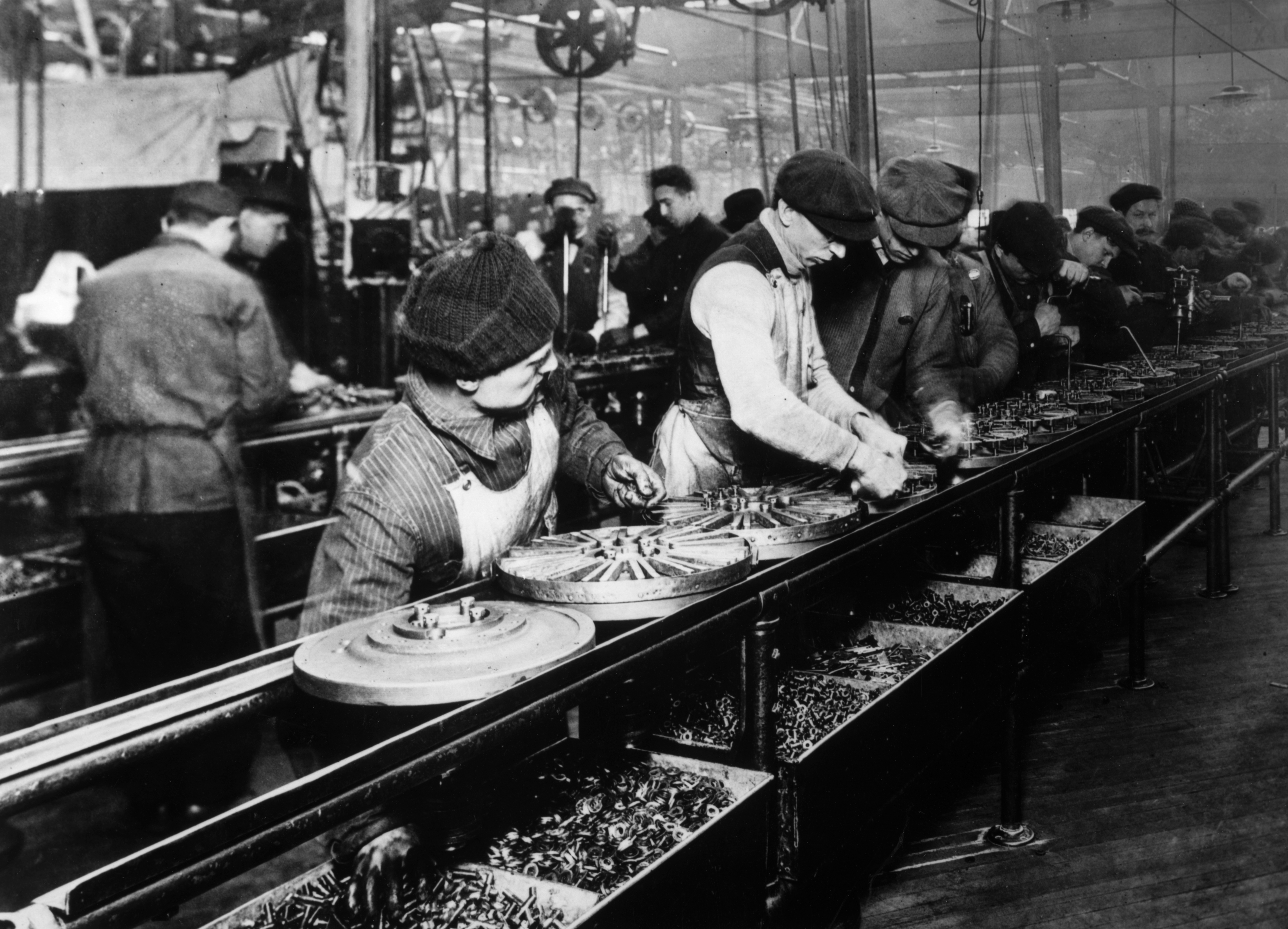
Băng chuyền lắp ráp xe Ford năm 1913

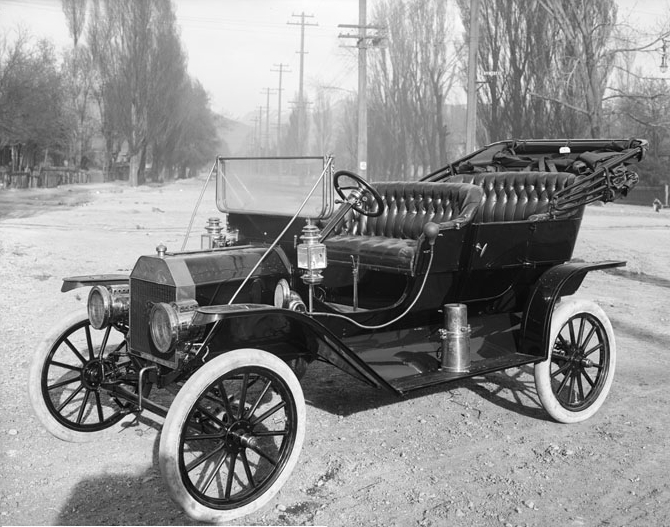
Model T năm 1910

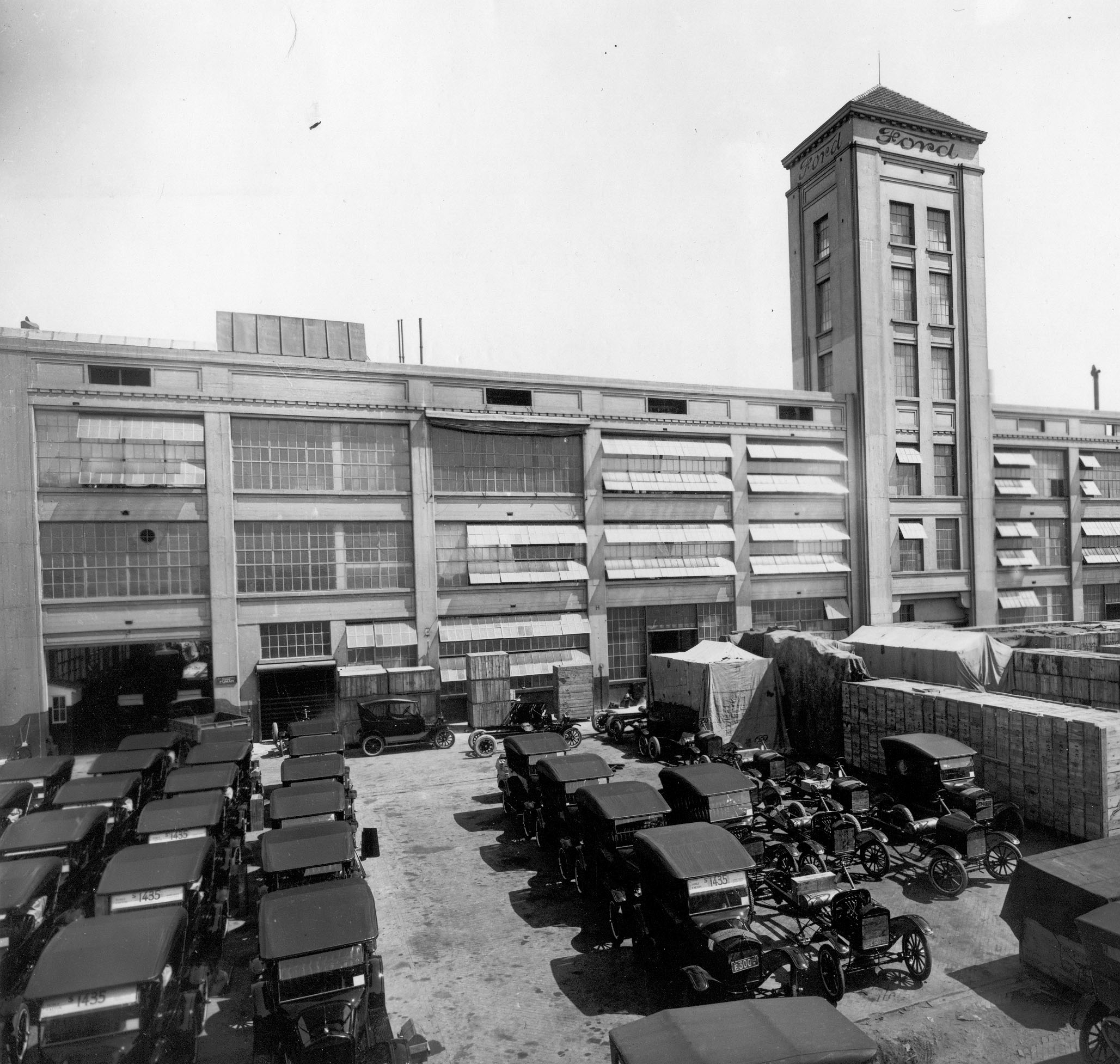
Nhà máy lắp ráp Ford đầu tiên ở La Boca, Buenos Aires, khoảng năm 1921

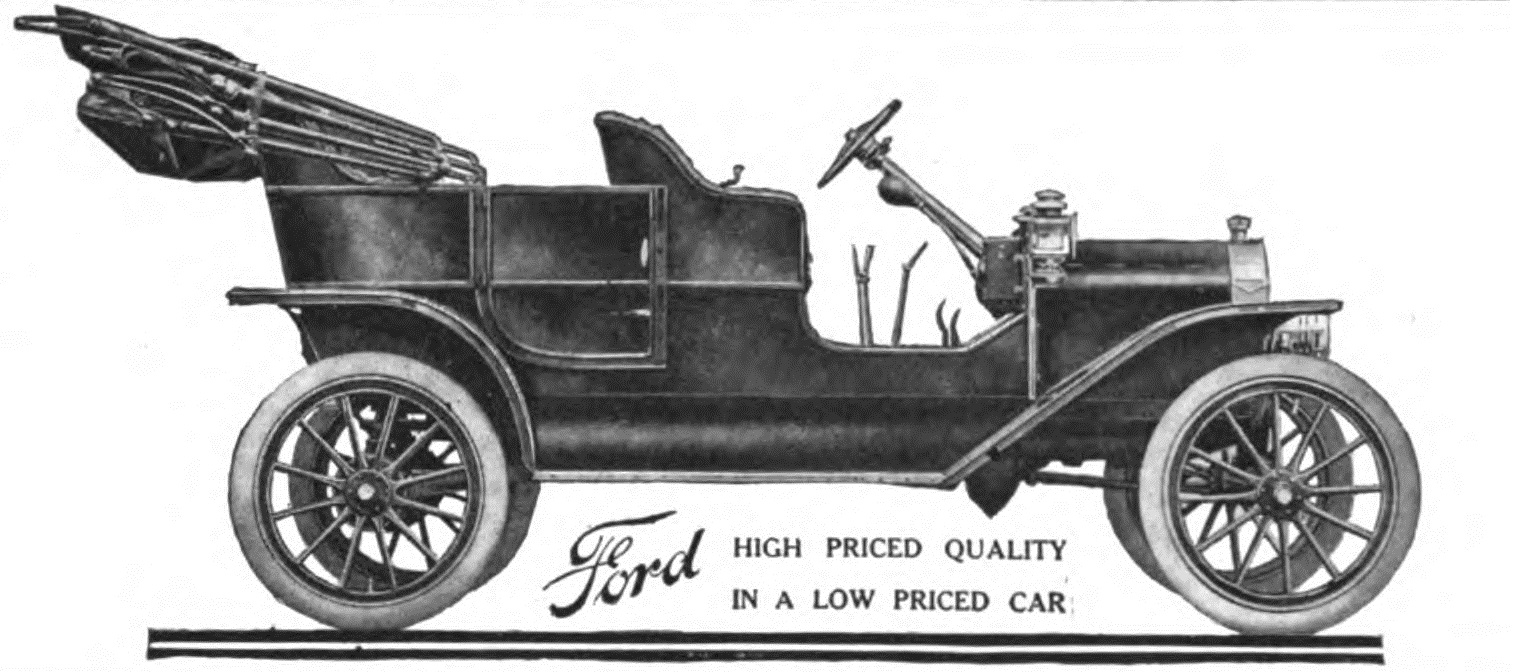
Quảng cáo Ford Model T năm 1908

Mặc dù xe hơi đã xuất xưởng từ những năm 1880 nhưng chúng hầu như vẫn rất khan hiếm, đắt đỏ và thường không hoạt động một cách đáng tin cậy vào thời điểm ra mắt Model T vào năm 1908. Mẫu xe này được nhà sản xuất định vị là loại xe hơi đáng tin cậy, dễ dàng bảo trì, là phương tiện đi lại của số đông. Chỉ sau vài ngày ra mắt, đã có 15.000 đơn đặt hàng. Chiếc Model T đầu tiên ra đời vào ngày 12 tháng 8 năm 1908 và rời nhà máy vào ngày 27 tháng 9 năm 1908, tại Nhà máy Ford ở Đại lộ Piquette tại thành phố Detroit, tiểu bang Michigan. Ngày 26 tháng 5 năm 1927, Henry Ford chứng kiến chiếc Model T thứ 15 triệu lăn bánh khỏi dây chuyền lắp ráp tại nhà máy Ford ở Highland Park, Michigan.

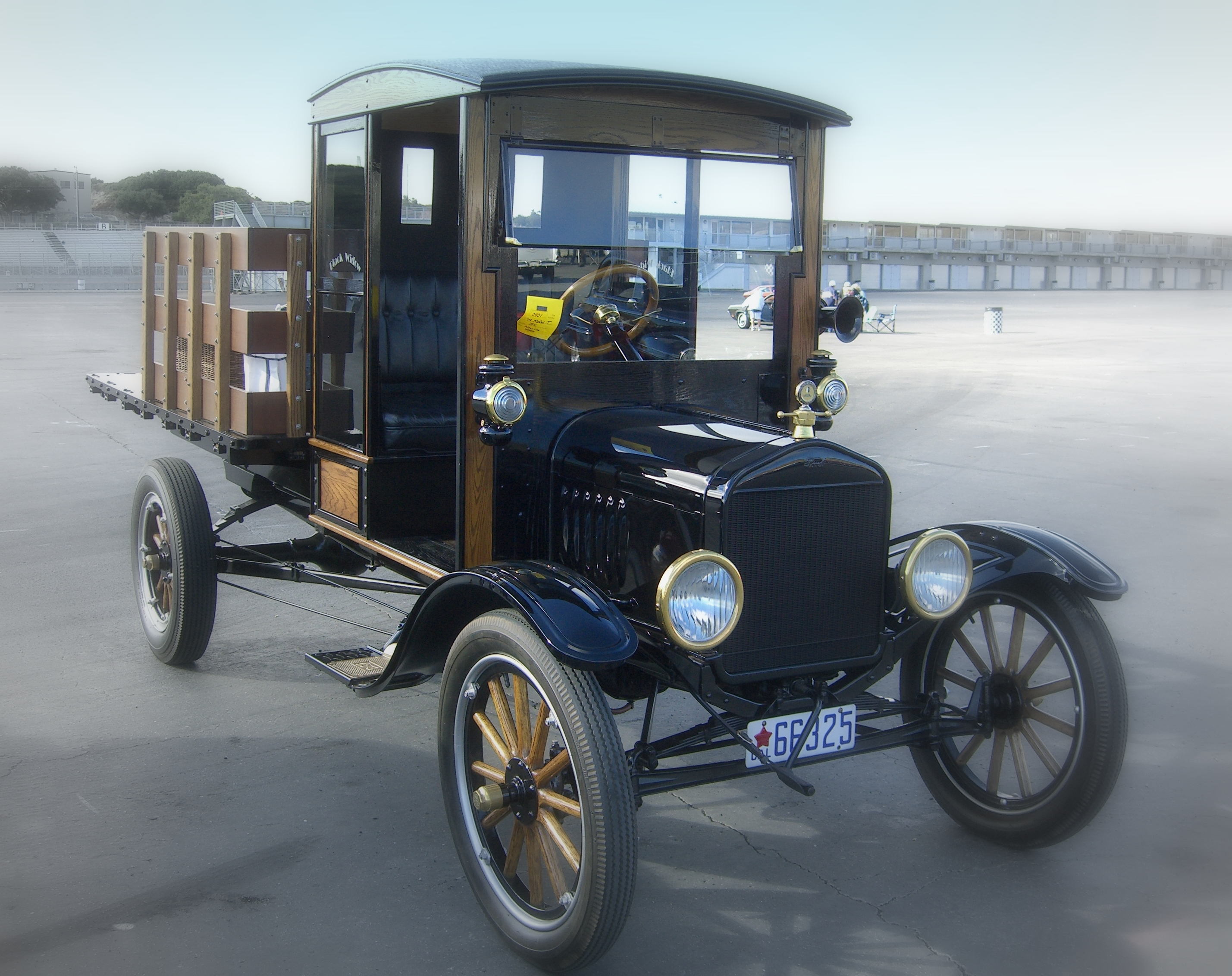
Ford Model T Pickup năm 1919
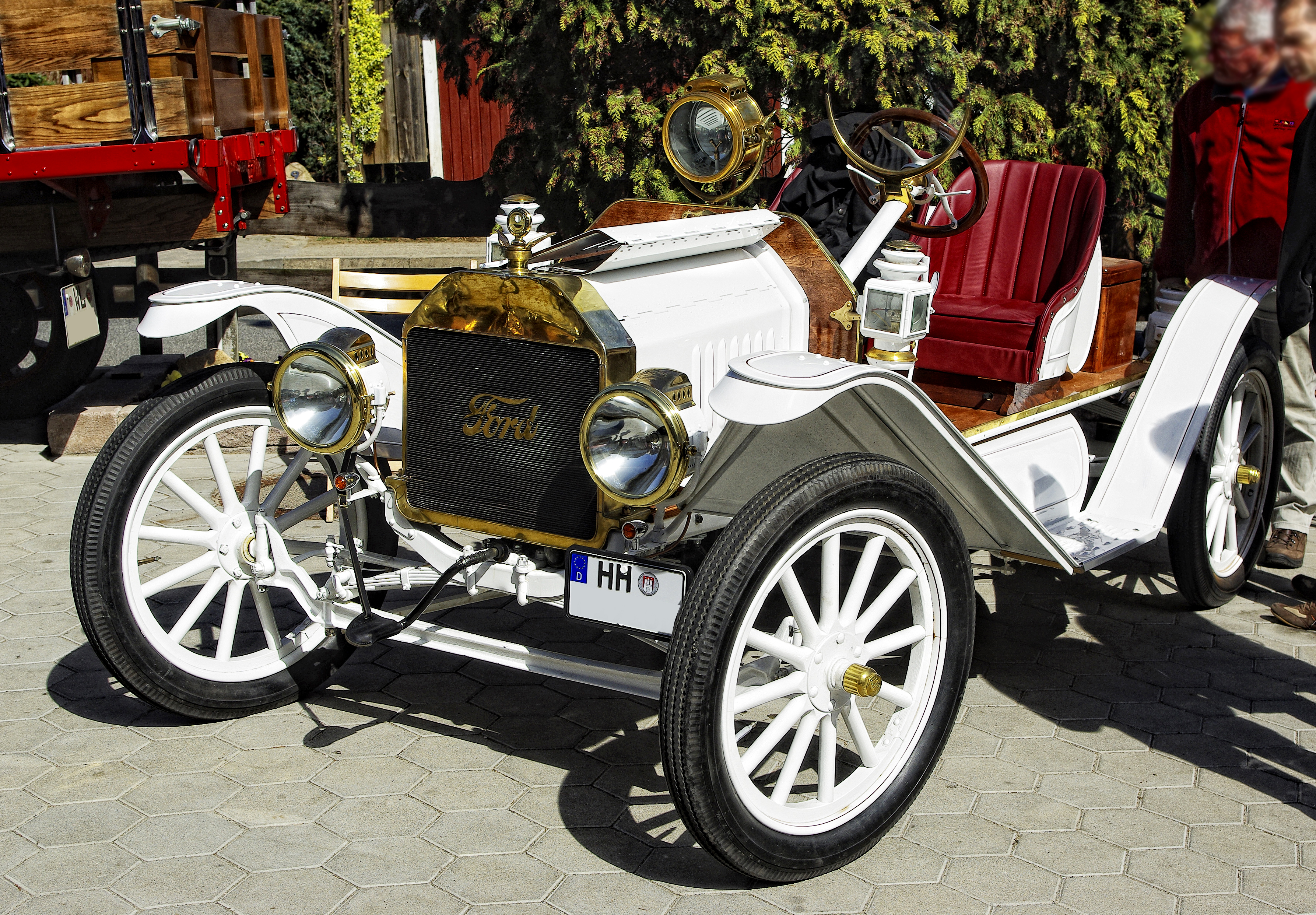
Model T Speedster năm 1915
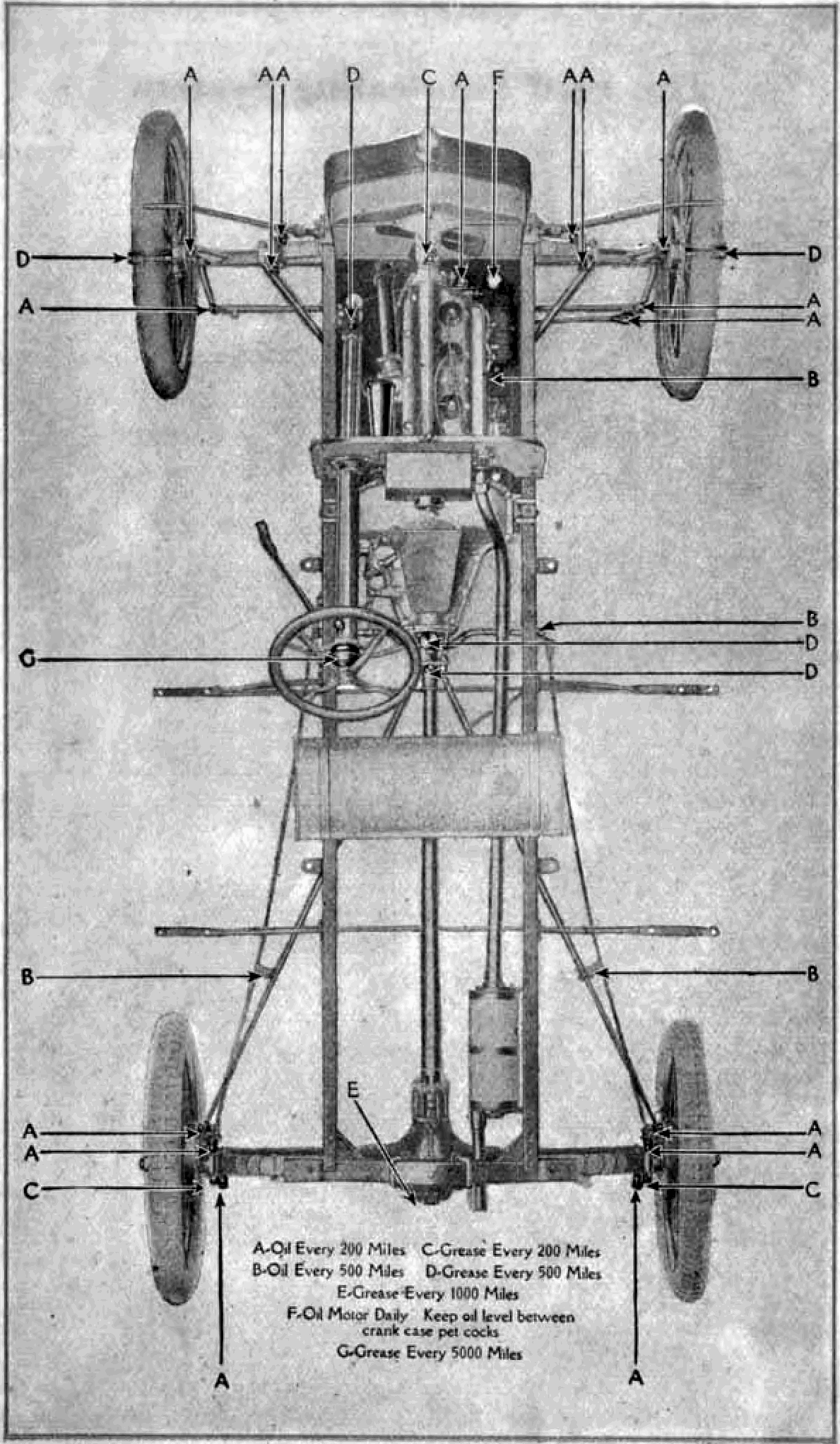
Bản vẽ

Model T chronology
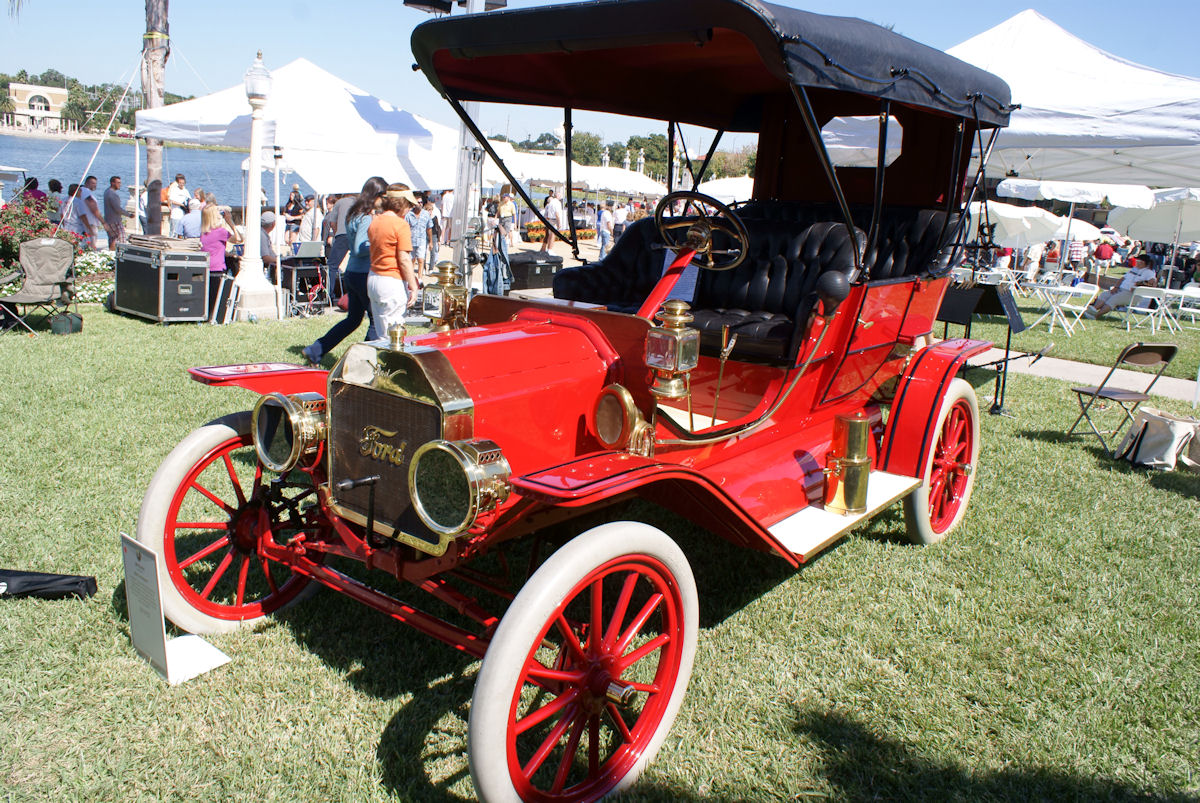
1909 touring (a very early example with two-pedal, two-lever control)
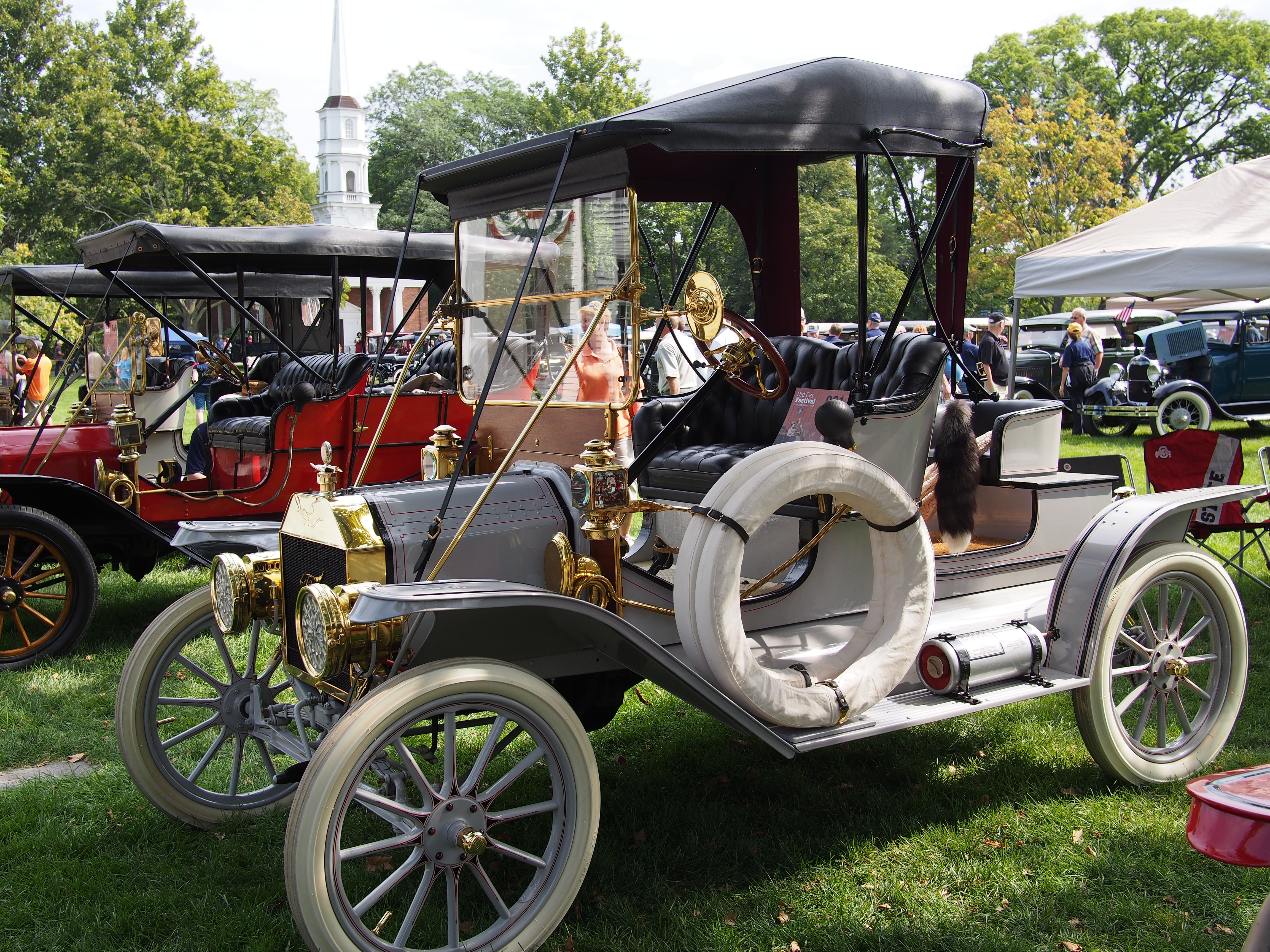
1909 roadster
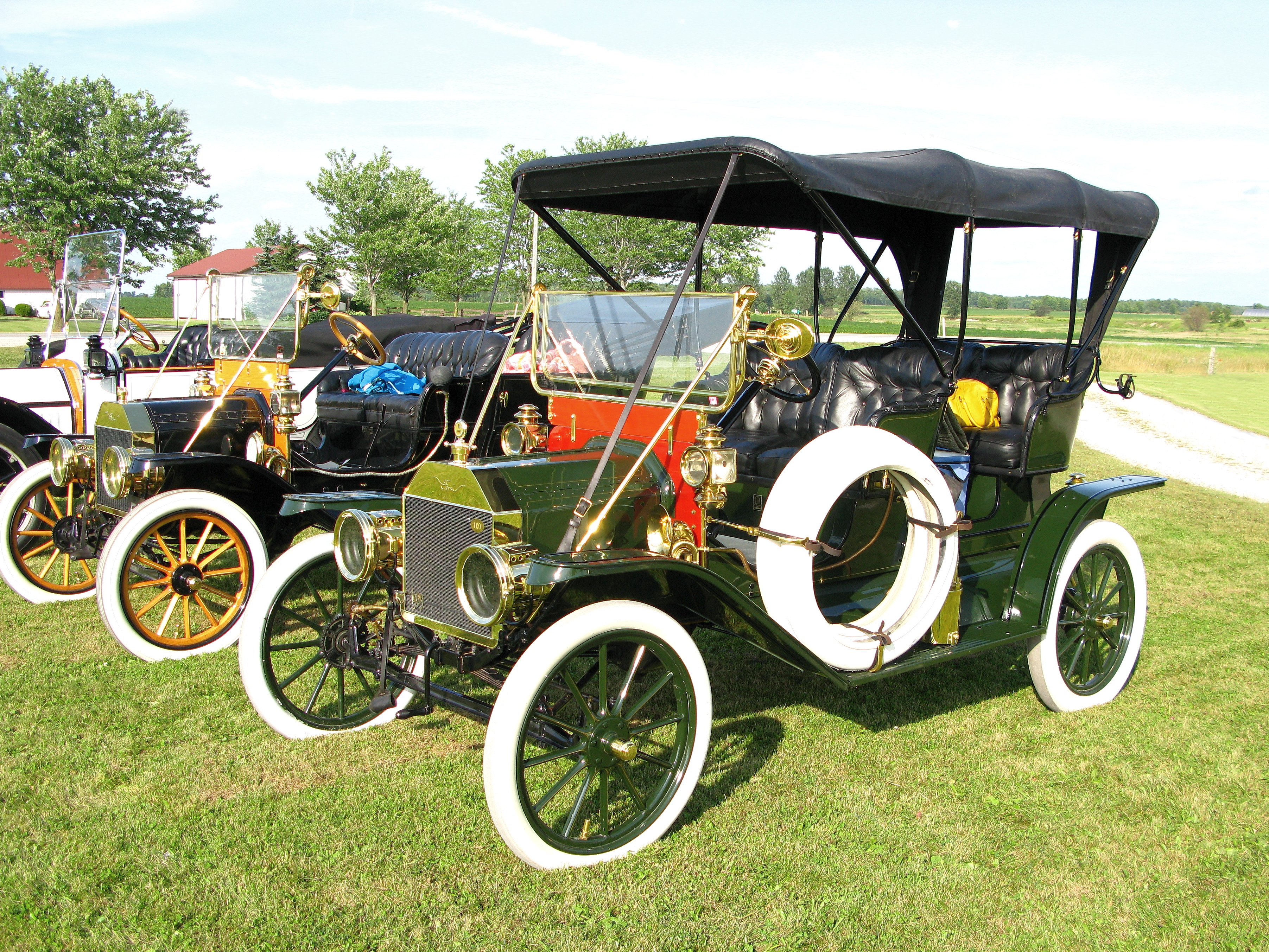
1909 Tourabout (like the touring, but without rear doors)
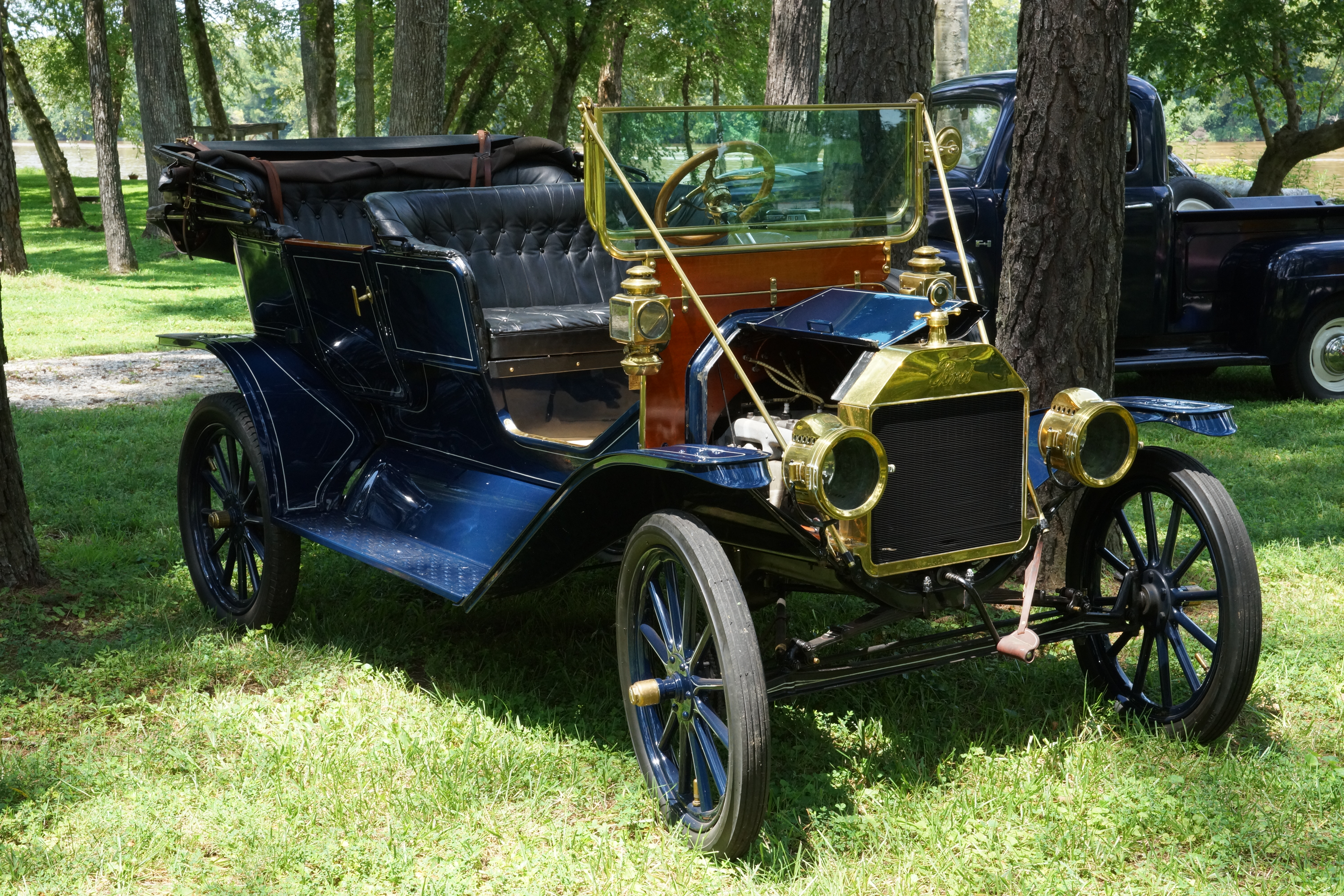
1911 touring
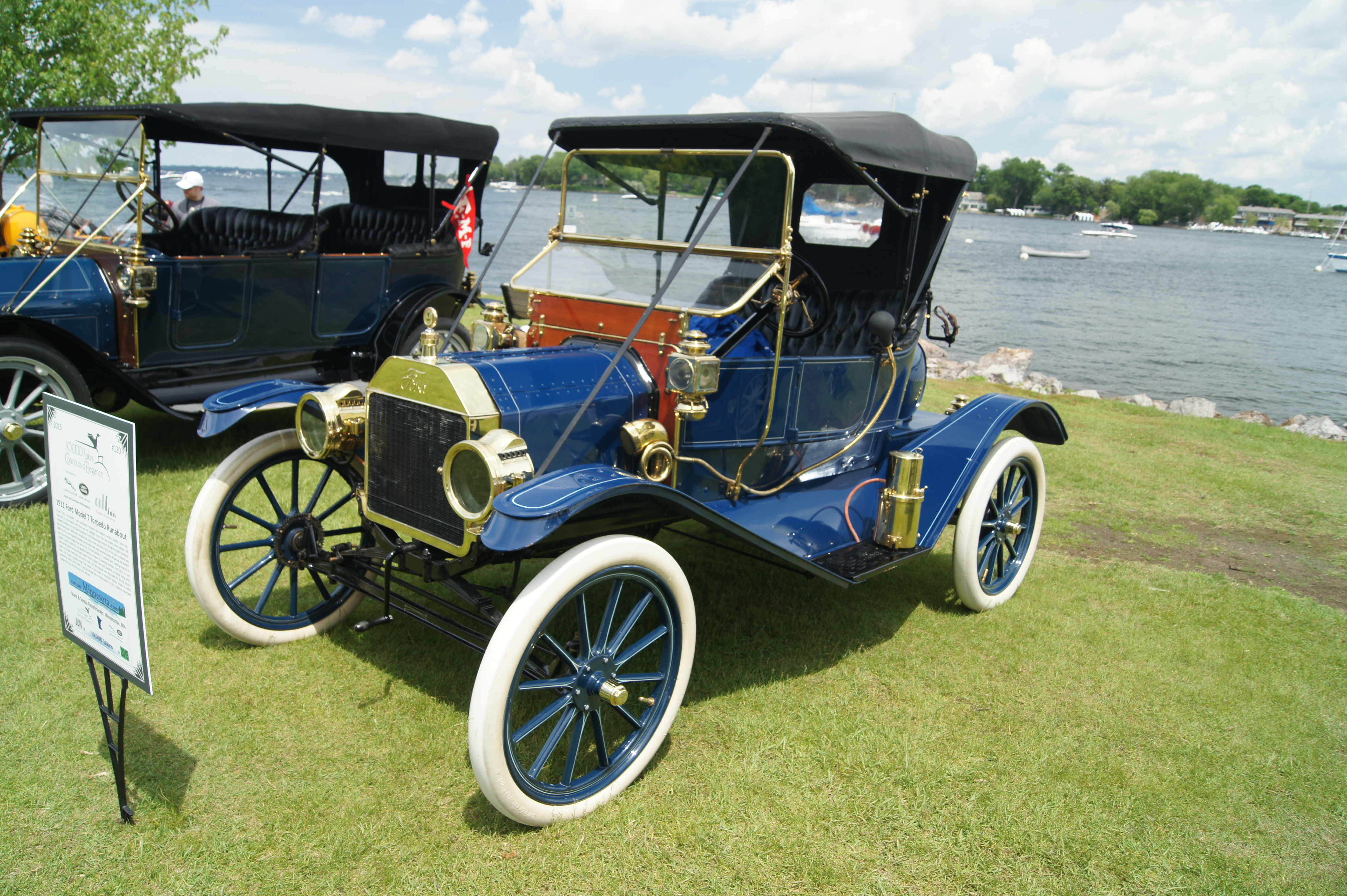
1911 Torpedo Runabout
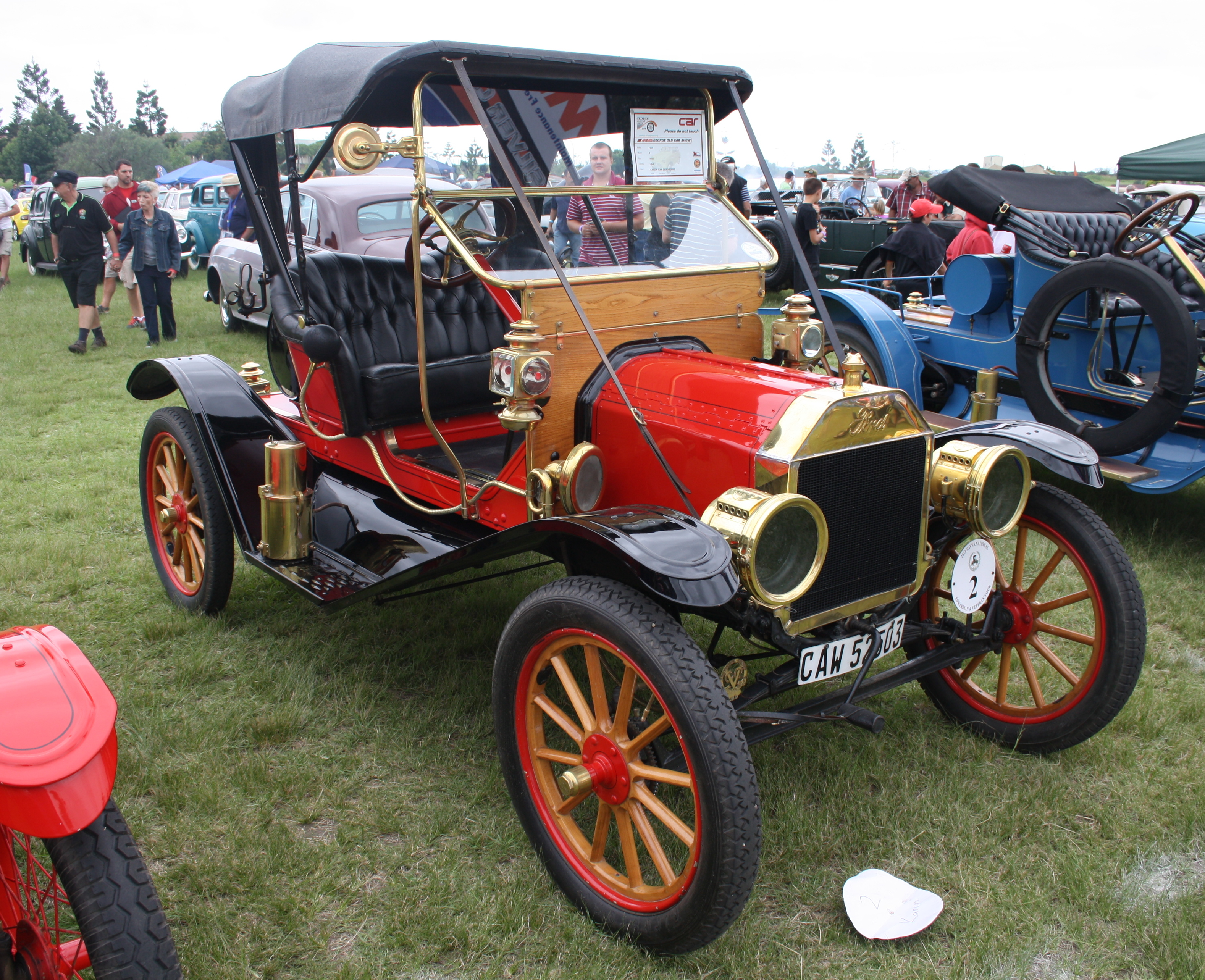
1911 Open Runabout
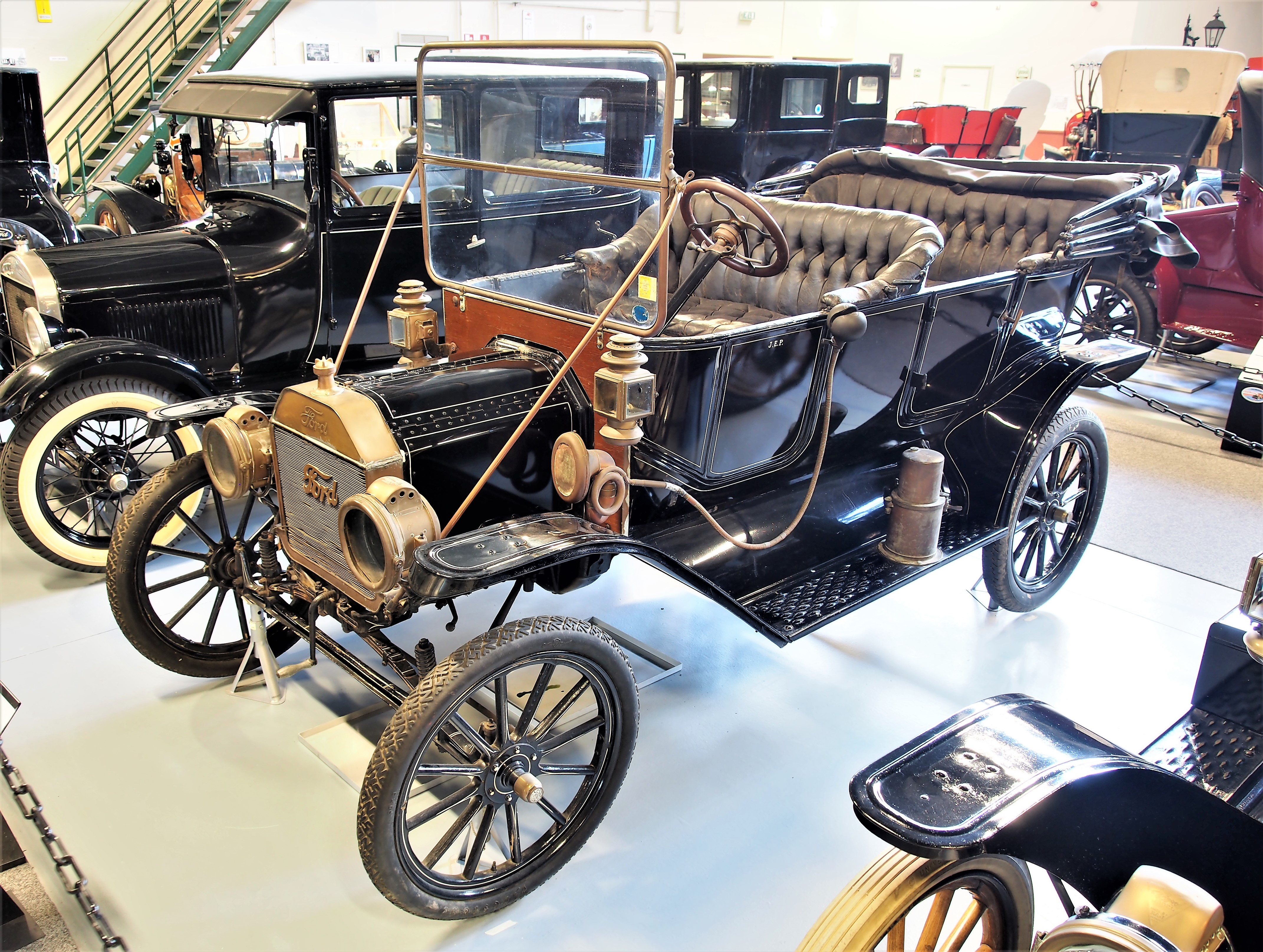
1912 touring
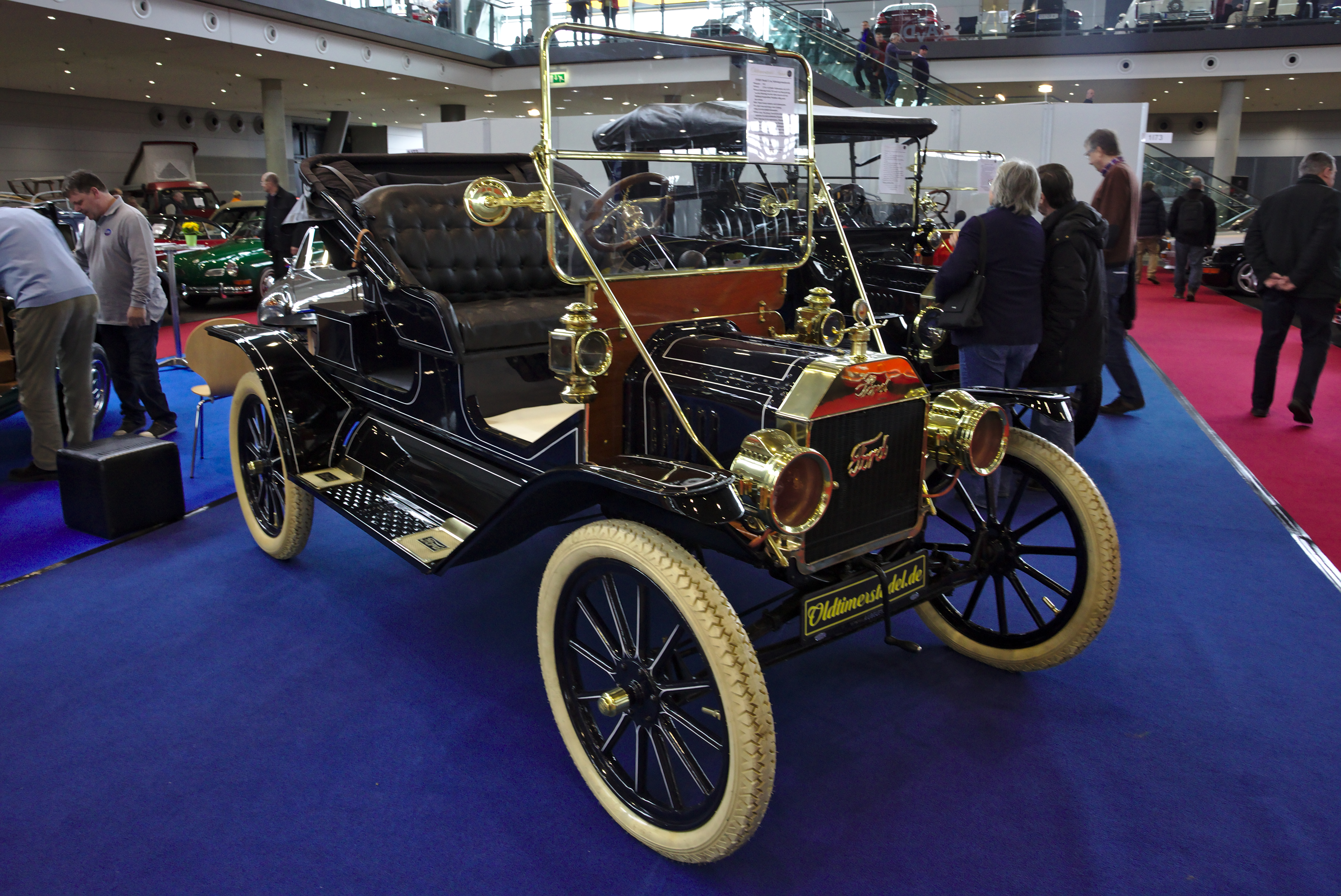
1912 commercial roadster
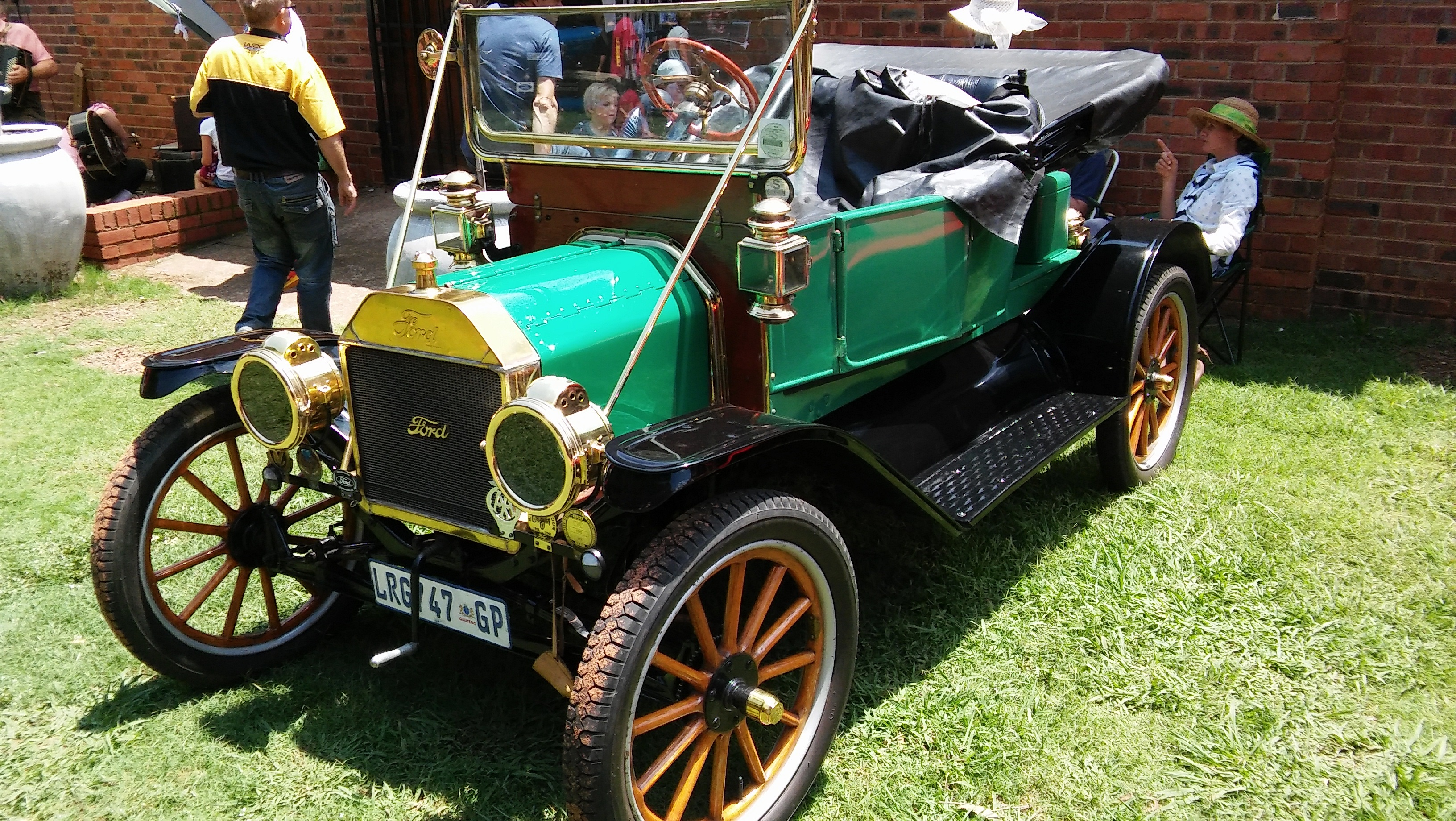
1912 Torpedo Runabout
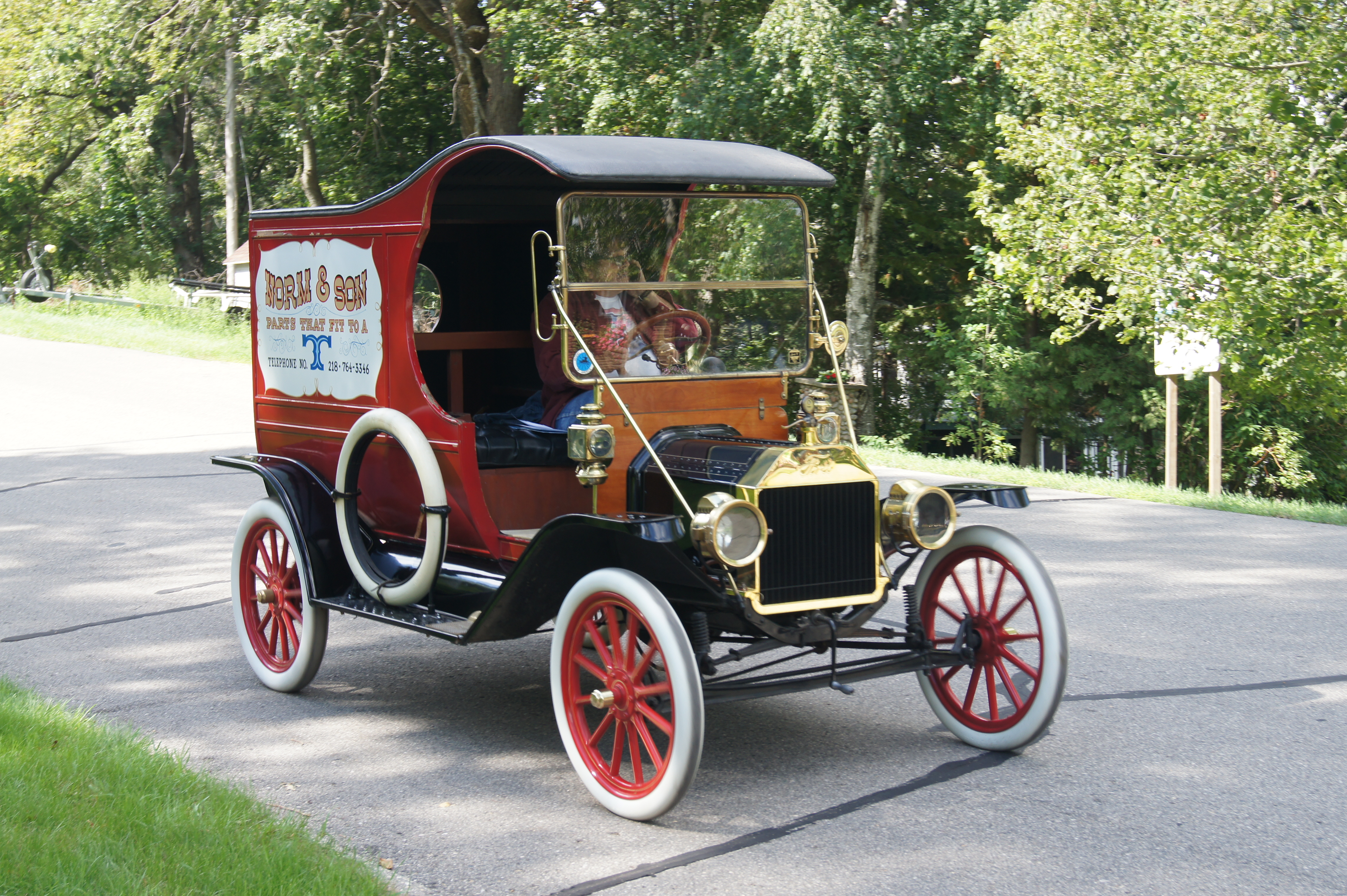
1912 delivery car
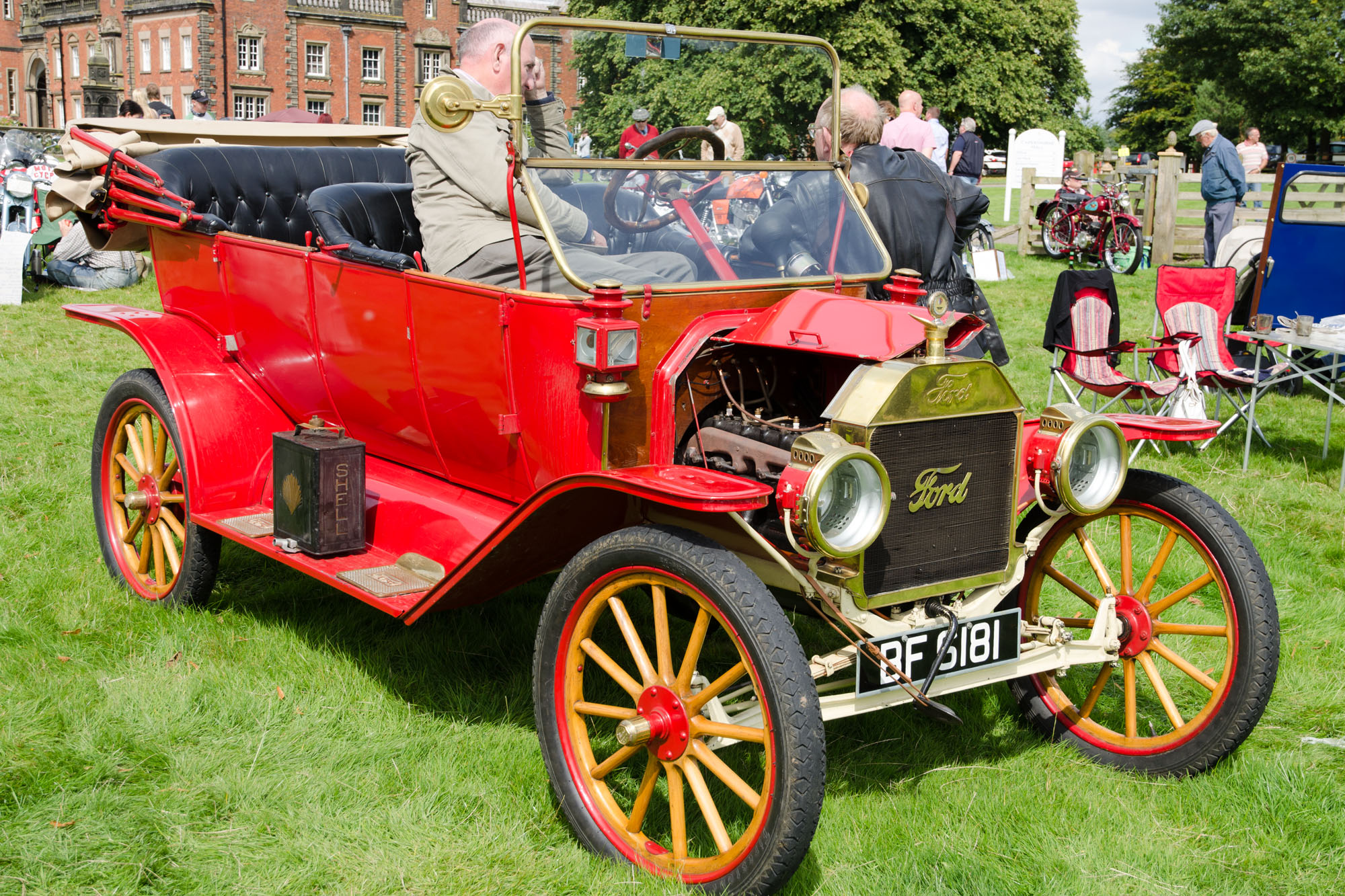
1913 Touring
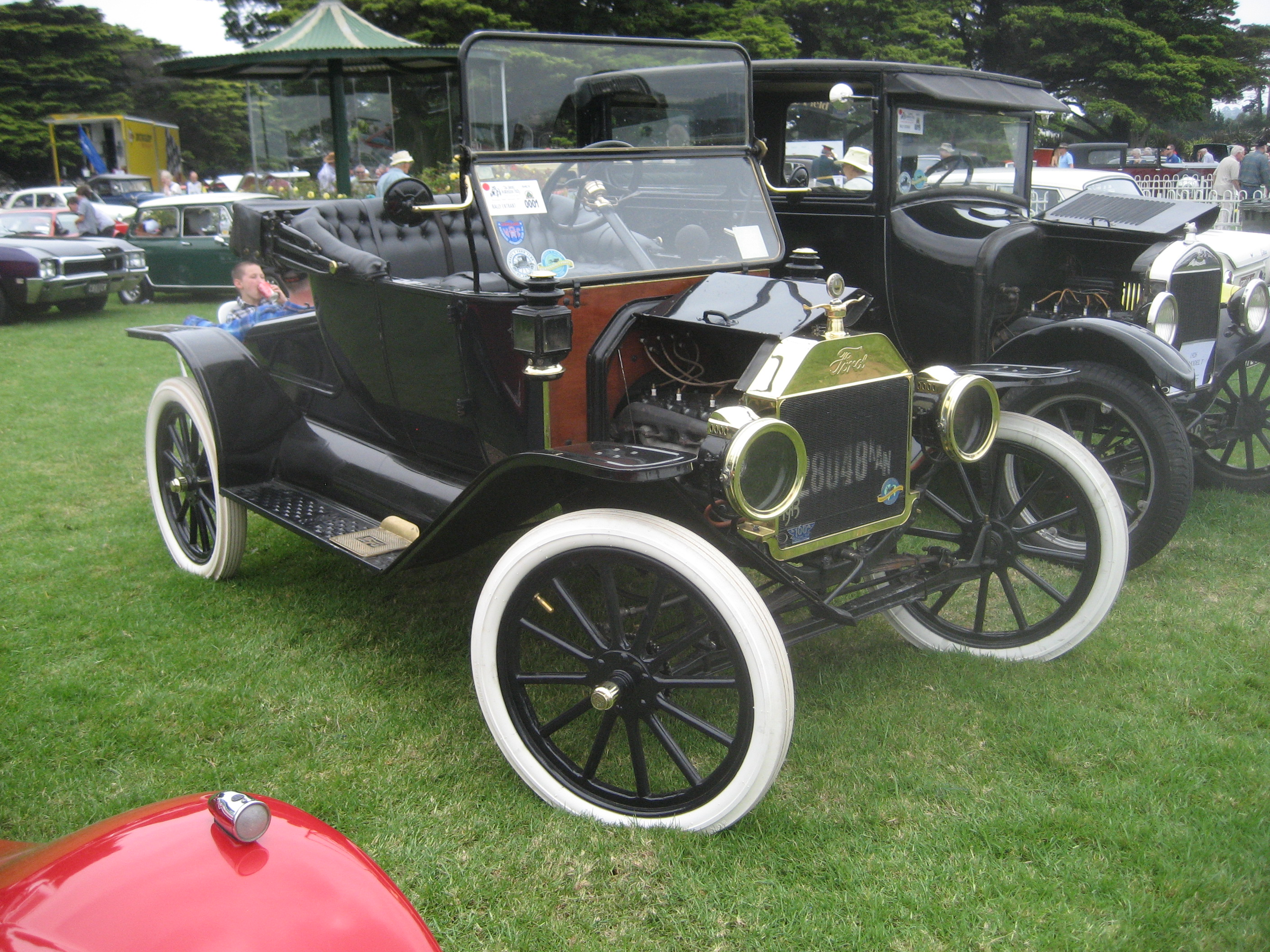
1913 Runabout
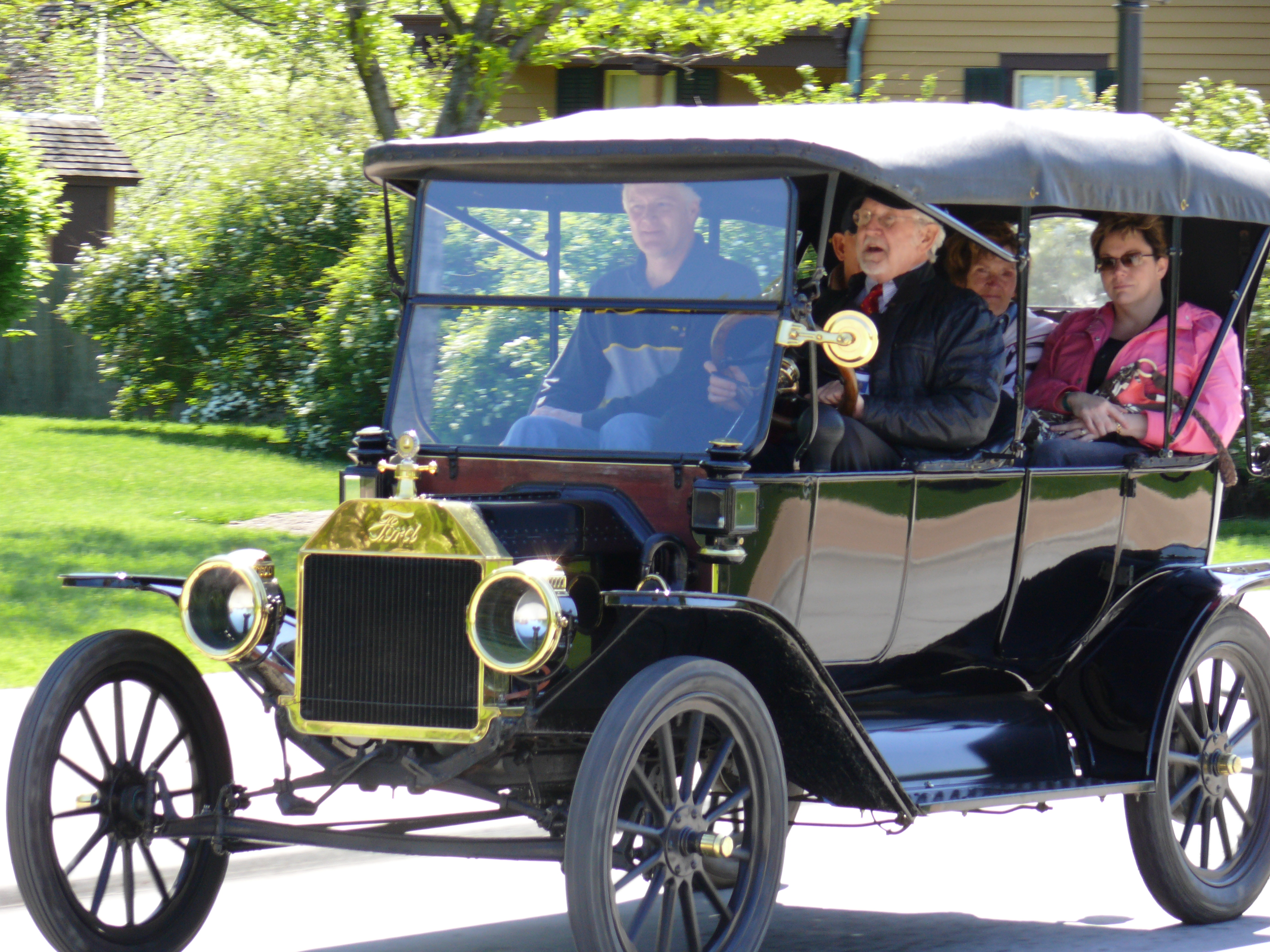
1914 touring
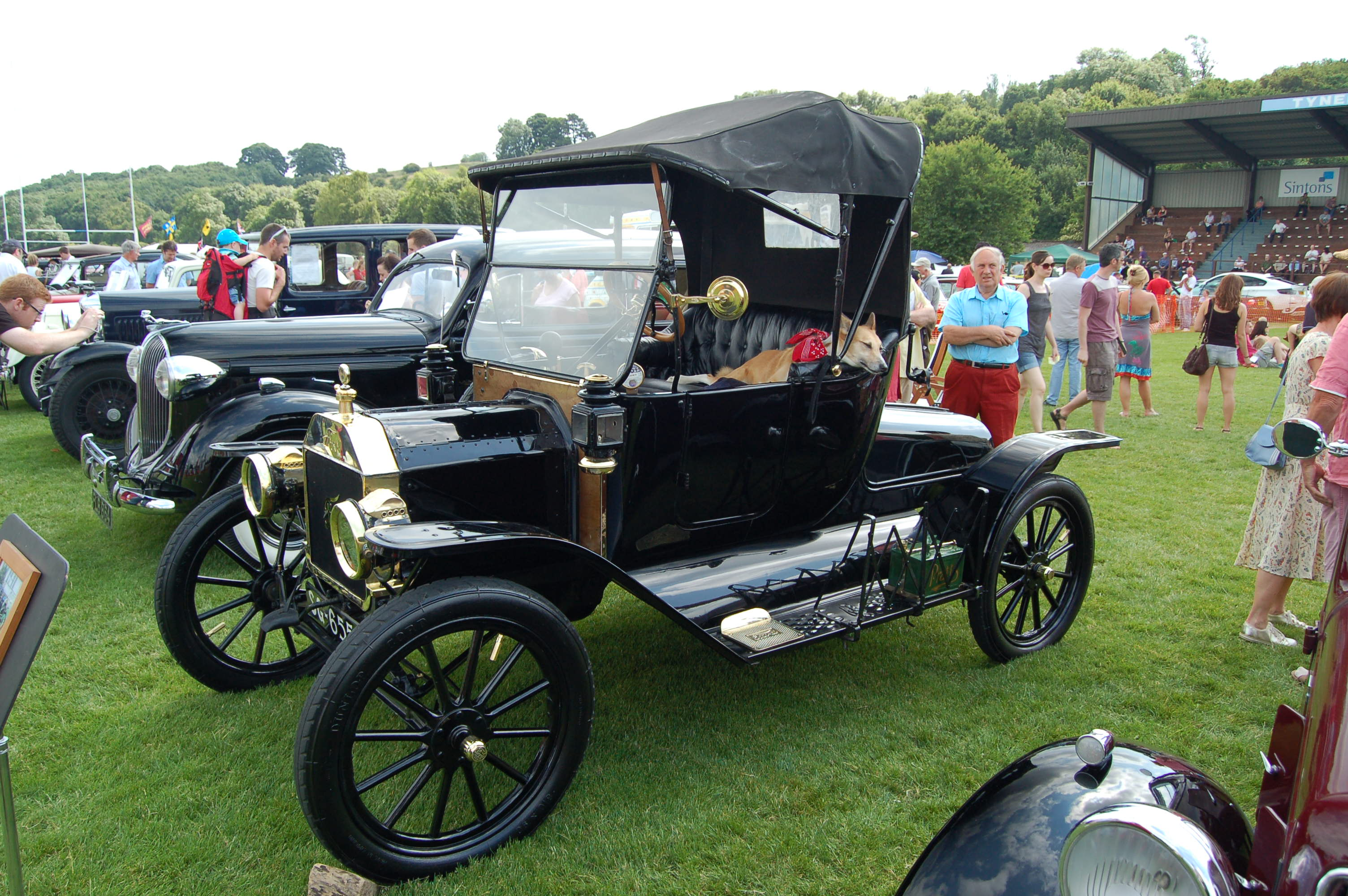
1914 Runabout
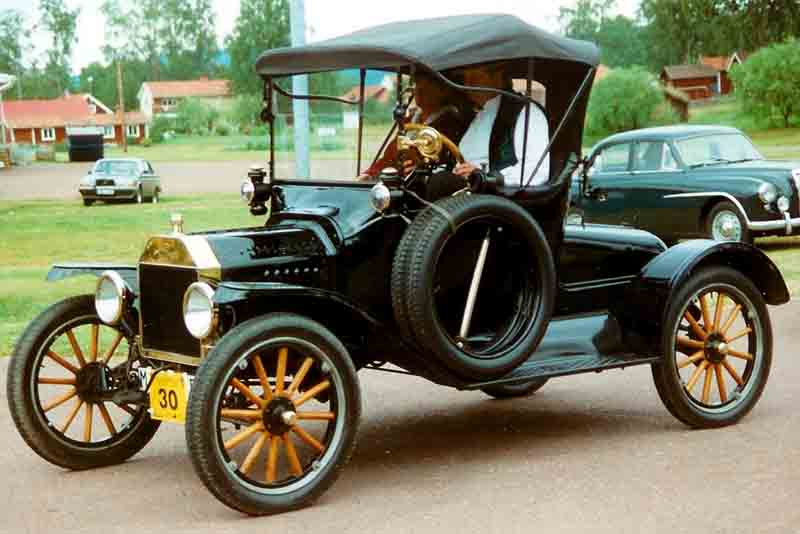
1915 Runabout – with curved cowl panel
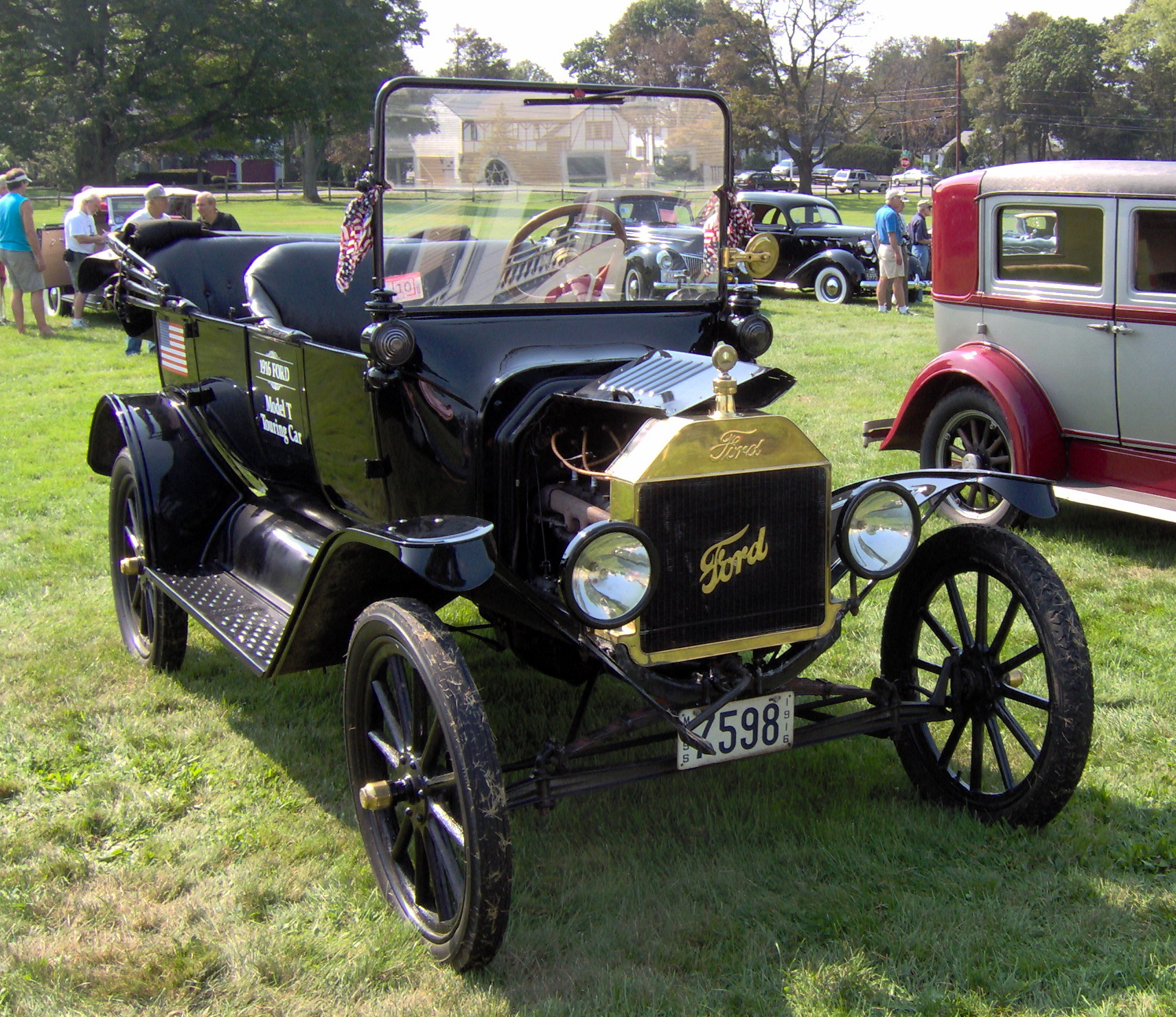
1916 touring
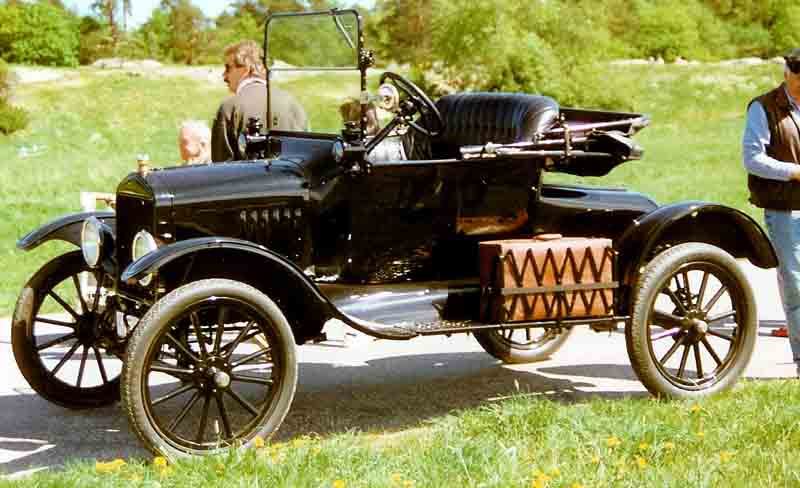
1917 Runabout – with new curved hood matches cowl panel
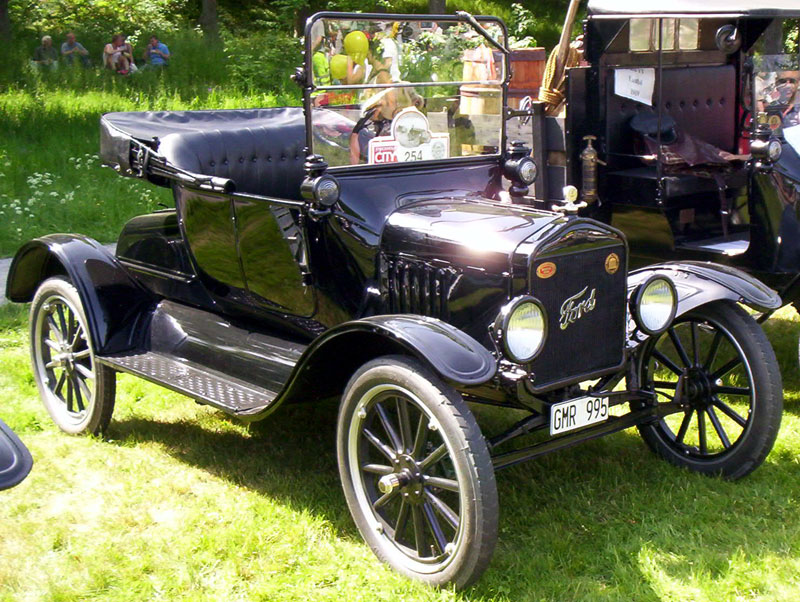
1919 Runabout
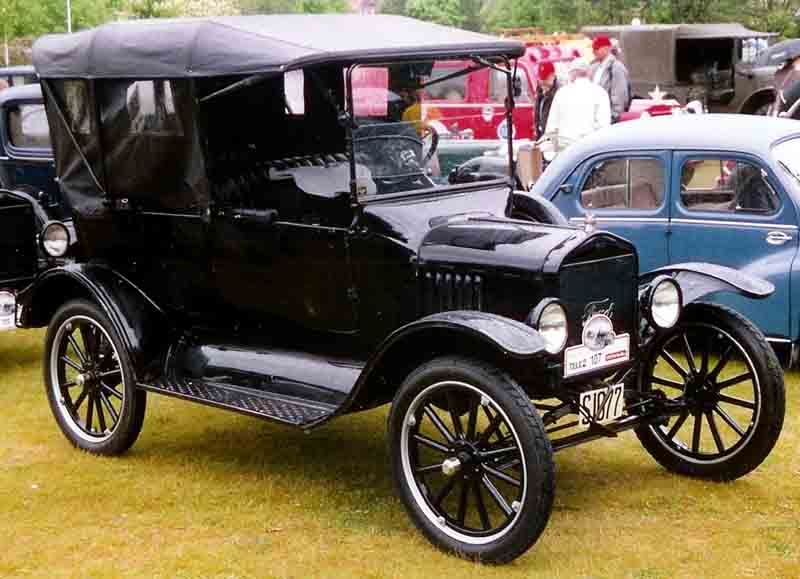
1920 touring
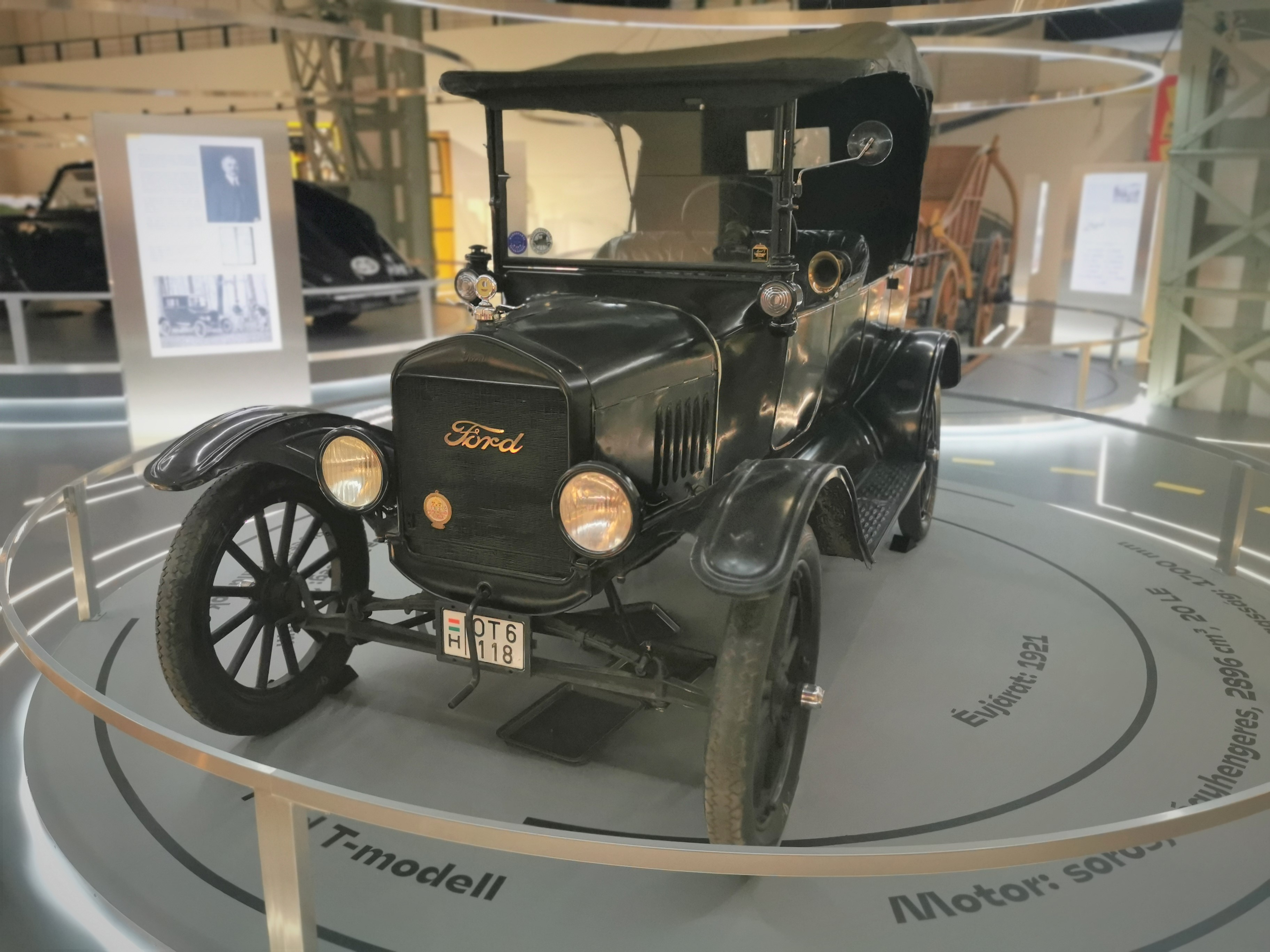
1921 Ford Model T
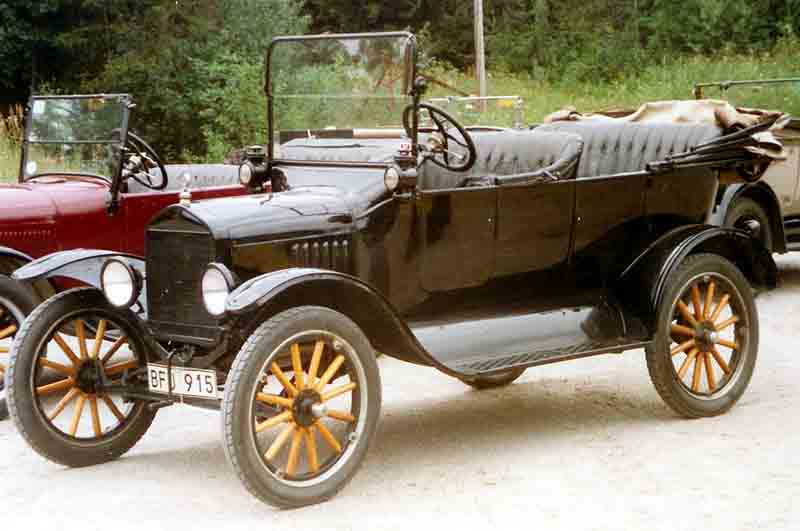
1921 touring
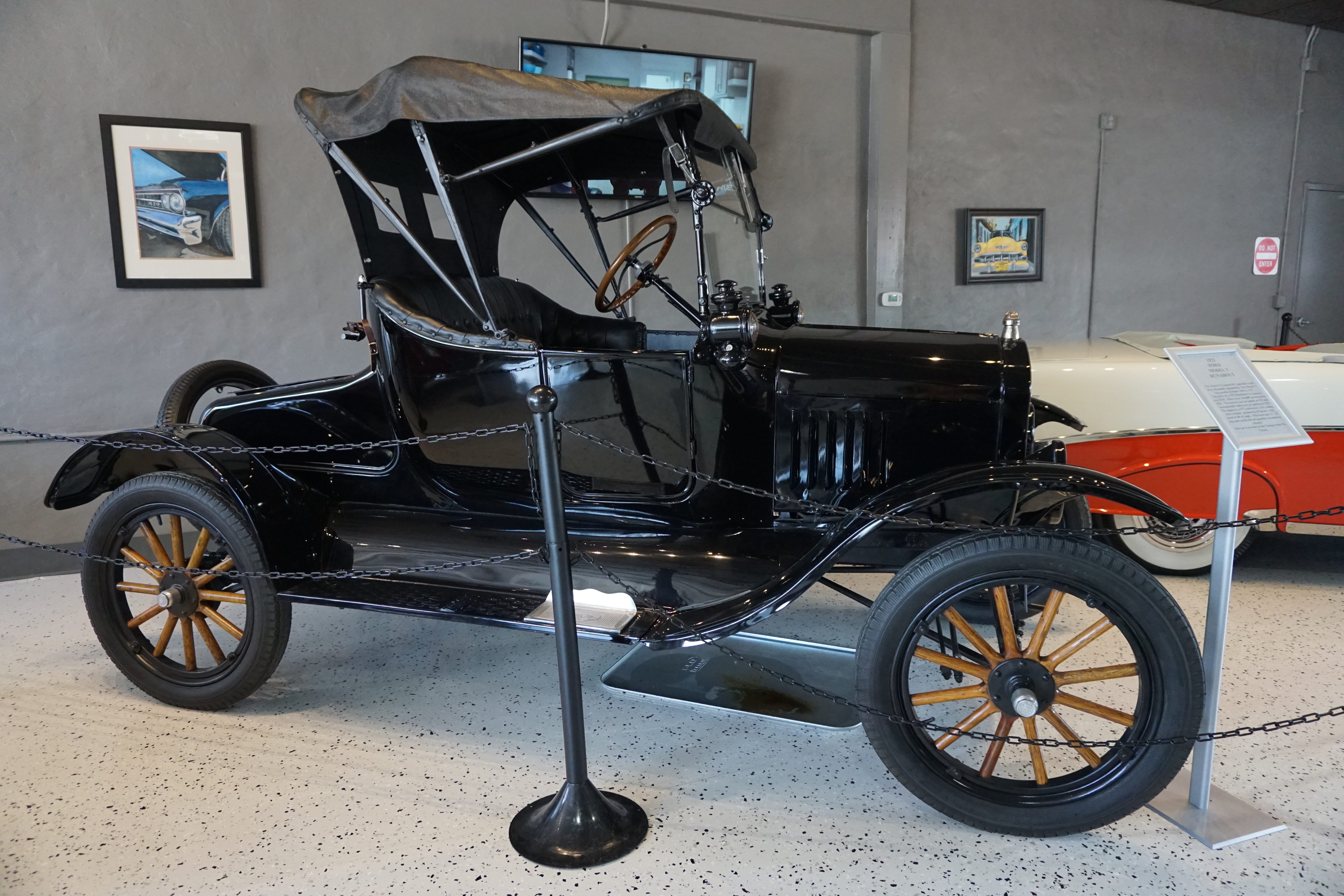
1922 Runabout
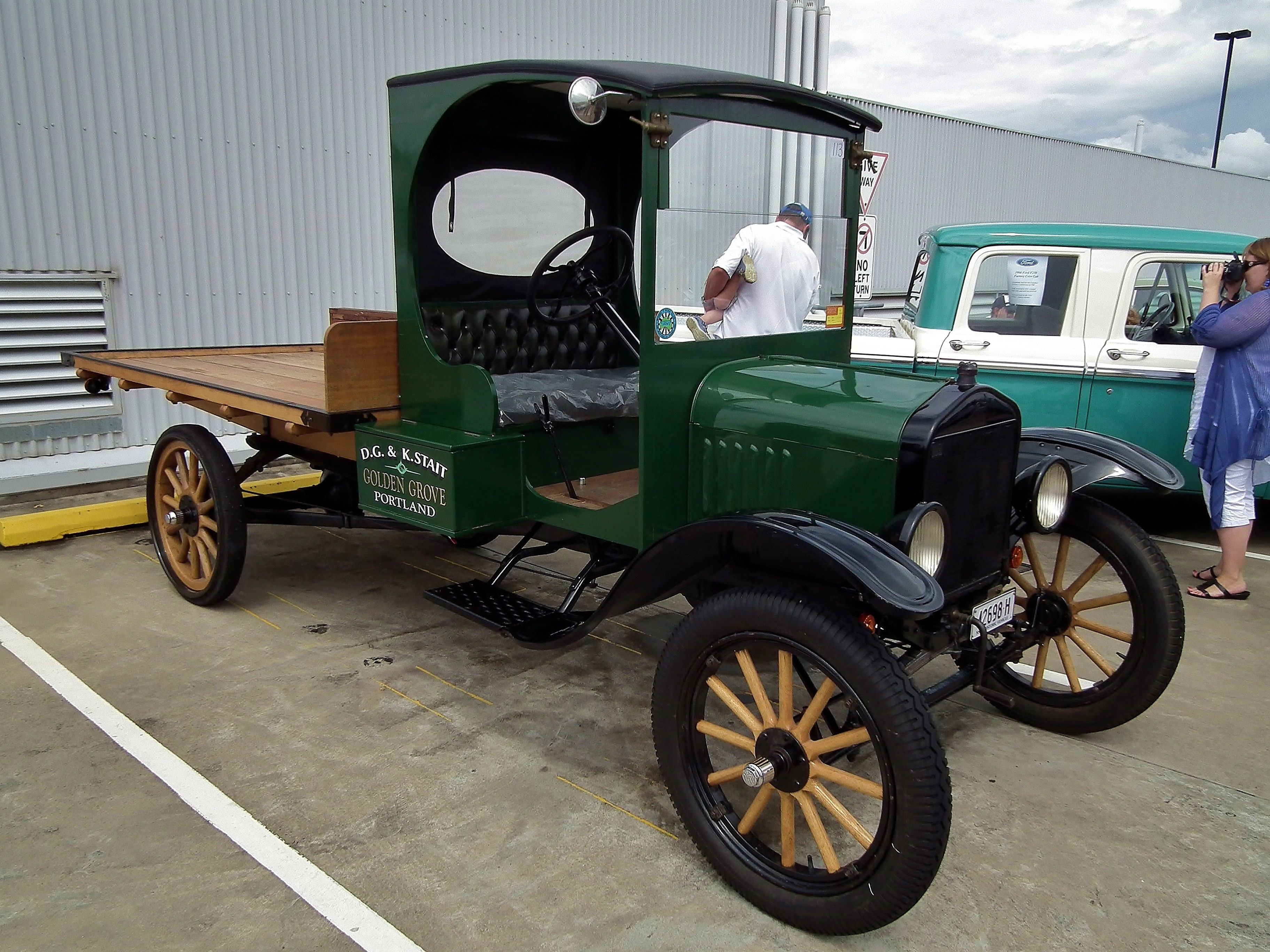
1922 flatbed truck
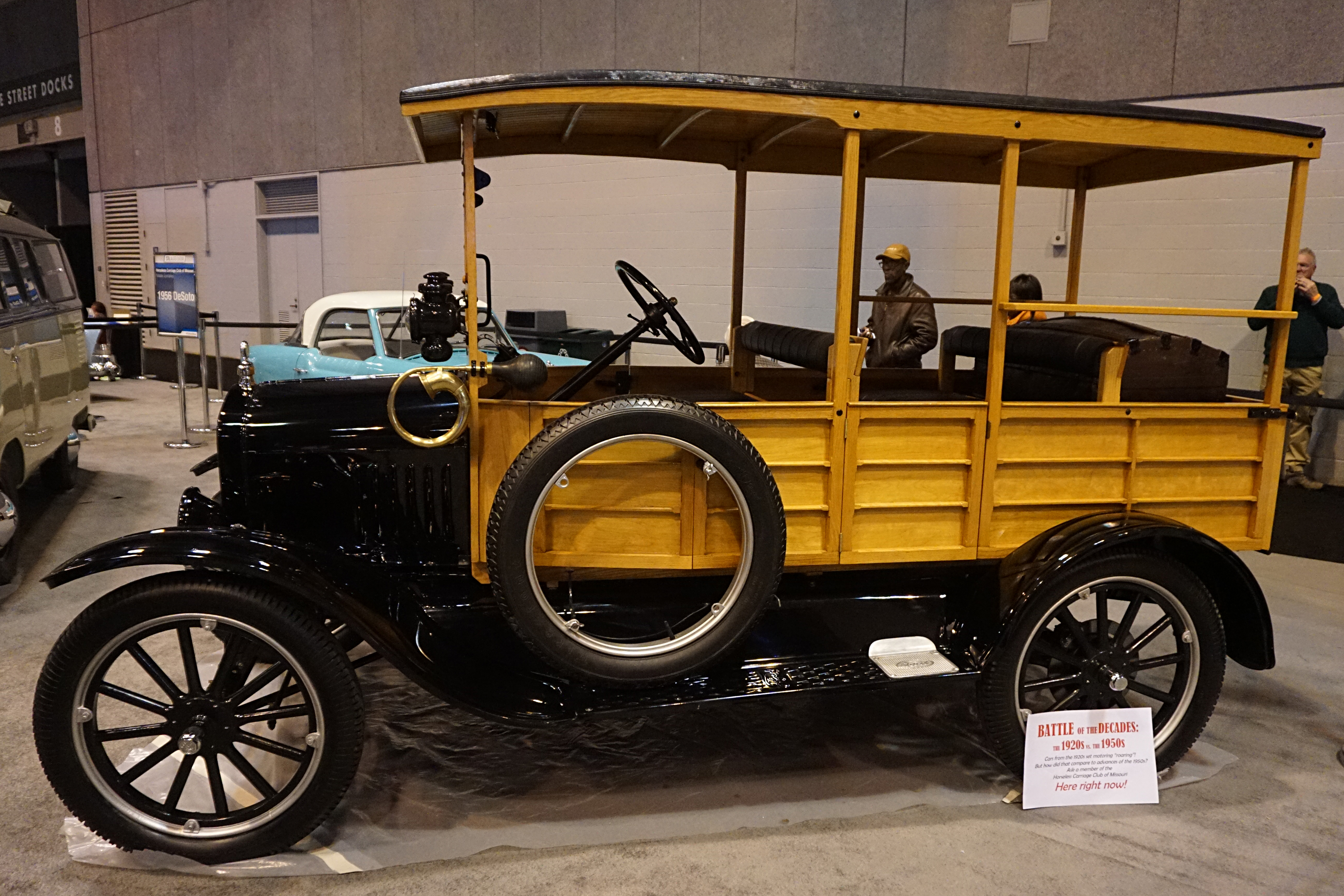
1923 Ford Model T depot hack
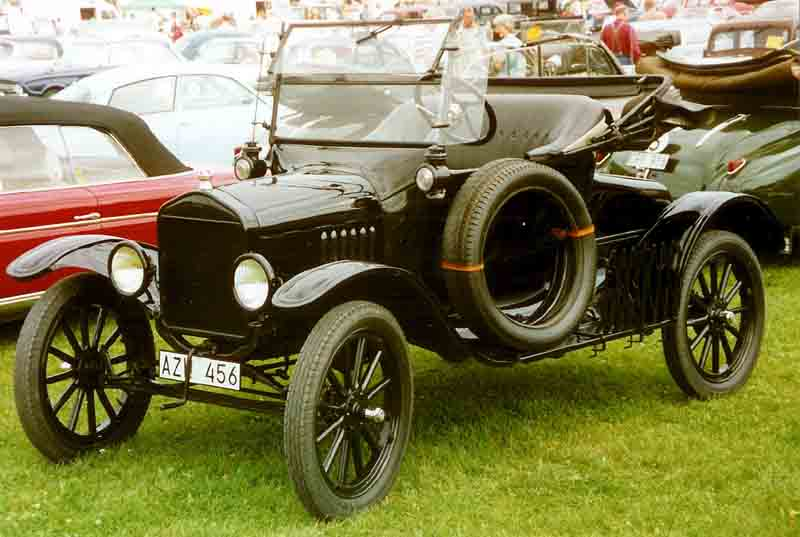
1923 Runabout (early '23 model)
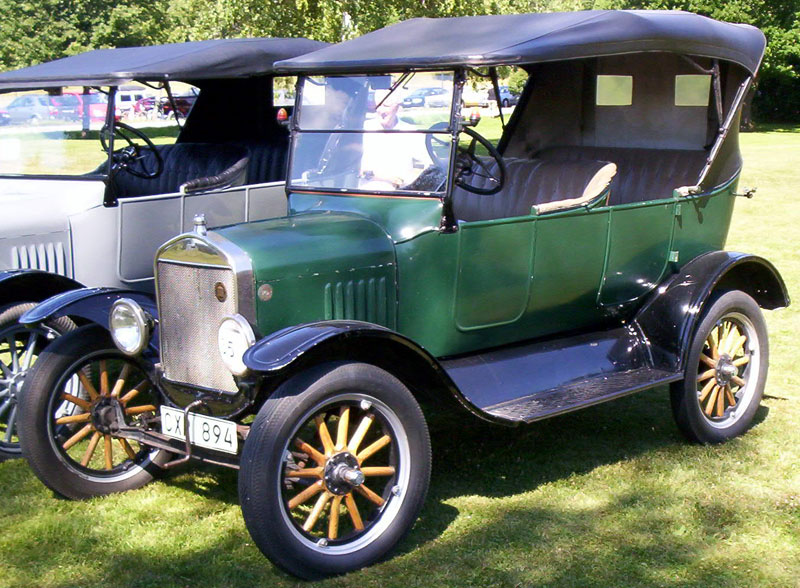
1924 touring – with higher hood and slightly shorter cowl panel – late-1923 models were similar
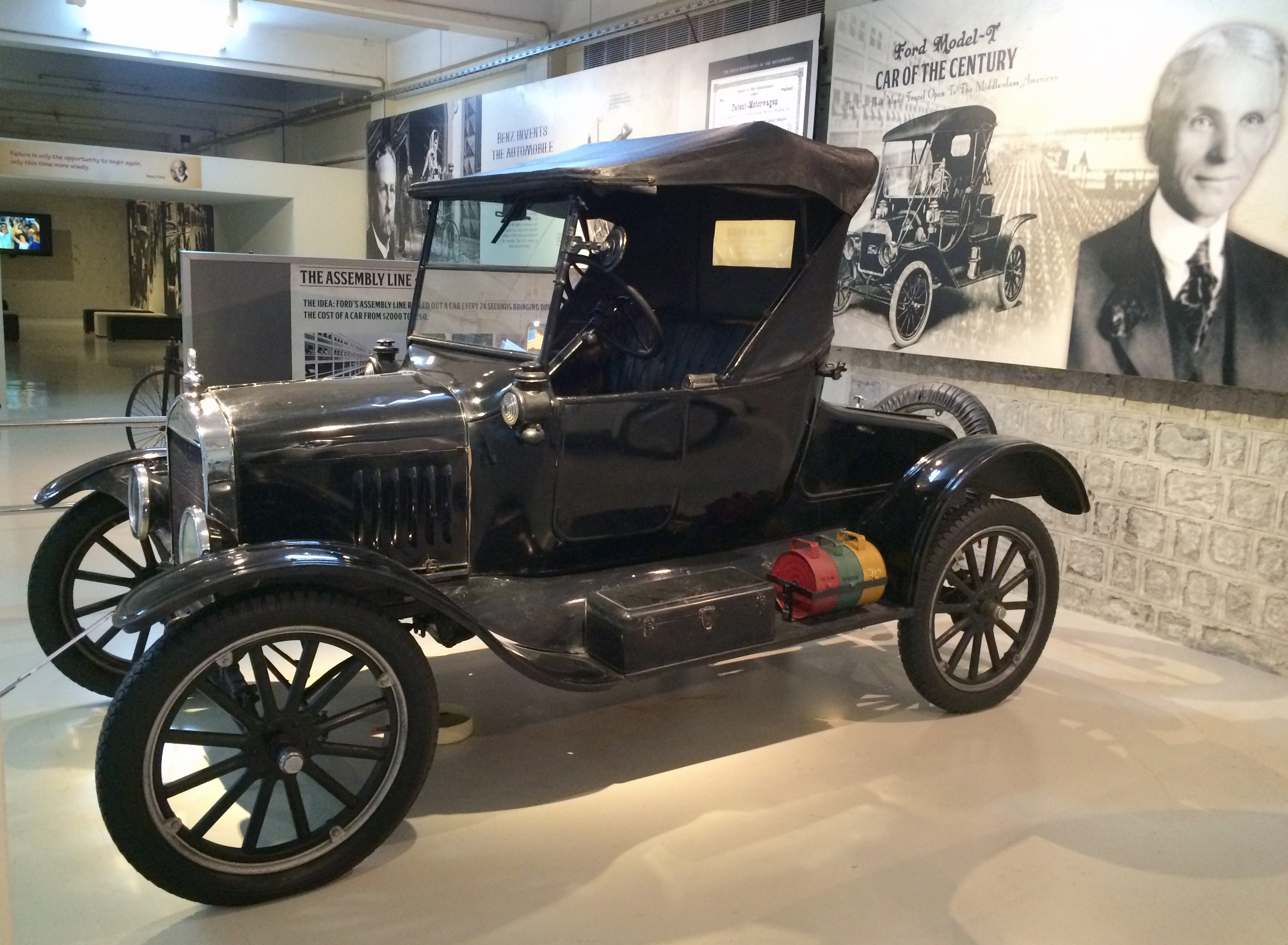
1924–1925 Runabout
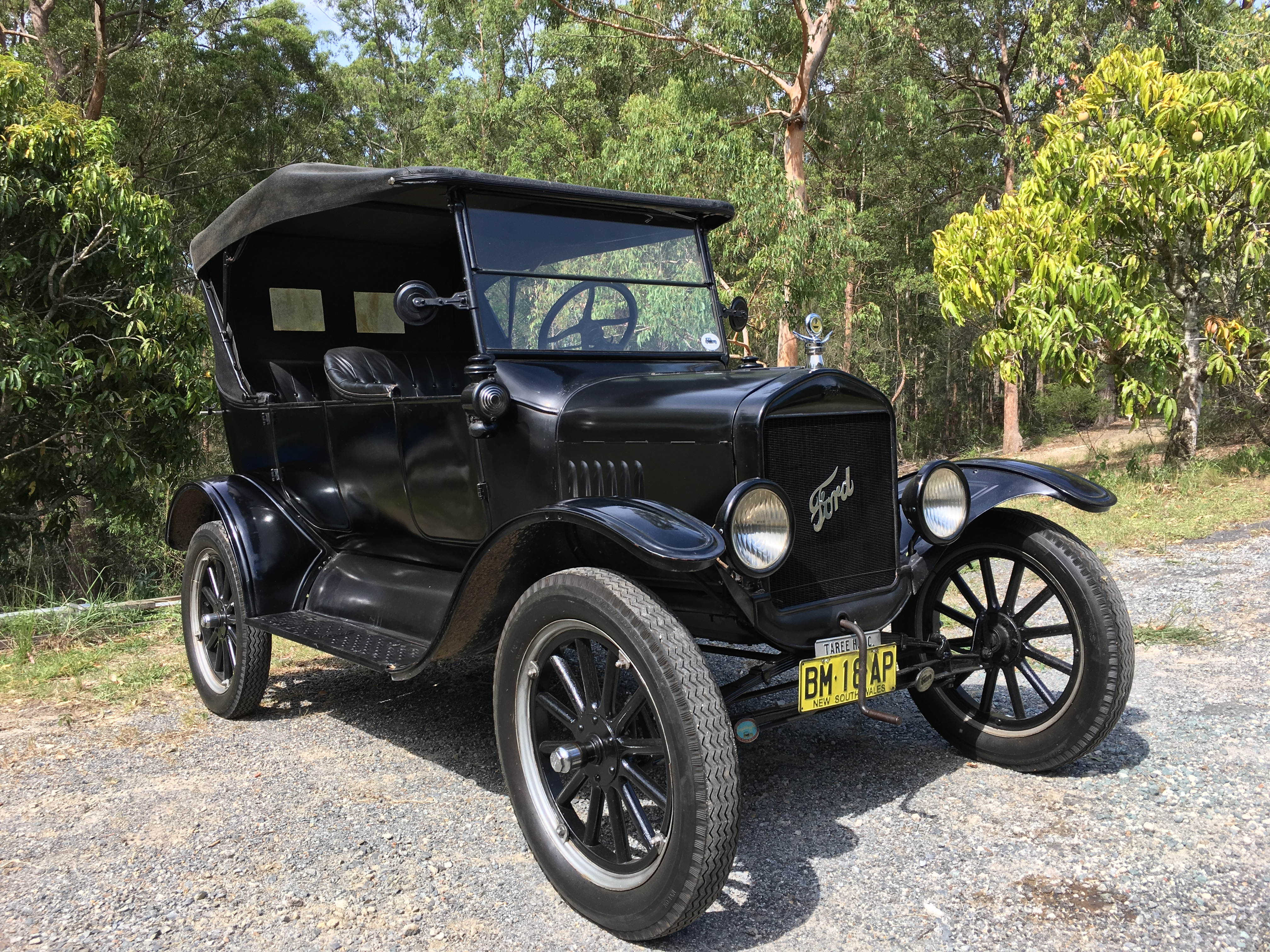
1925 touring – with the balloon tires and split rims, optional extras of the period.
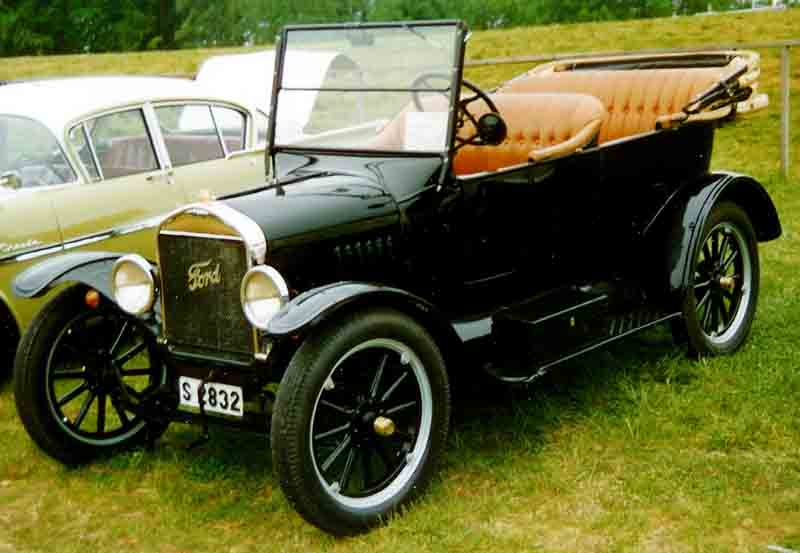
1925 touring
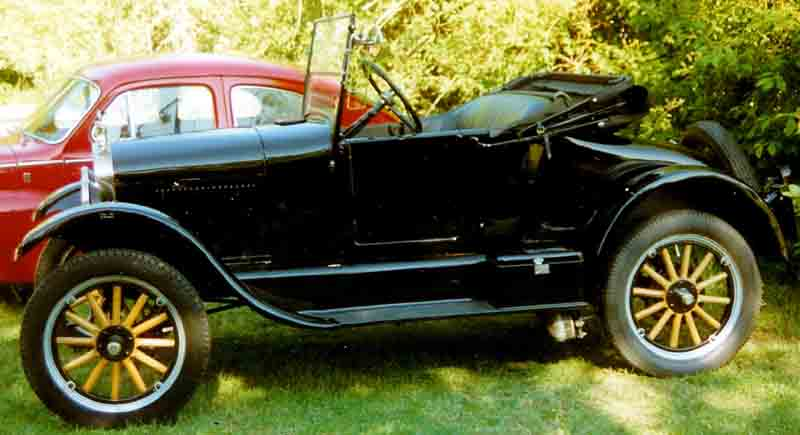
1926 Runabout – with higher hood and longer cowl panel
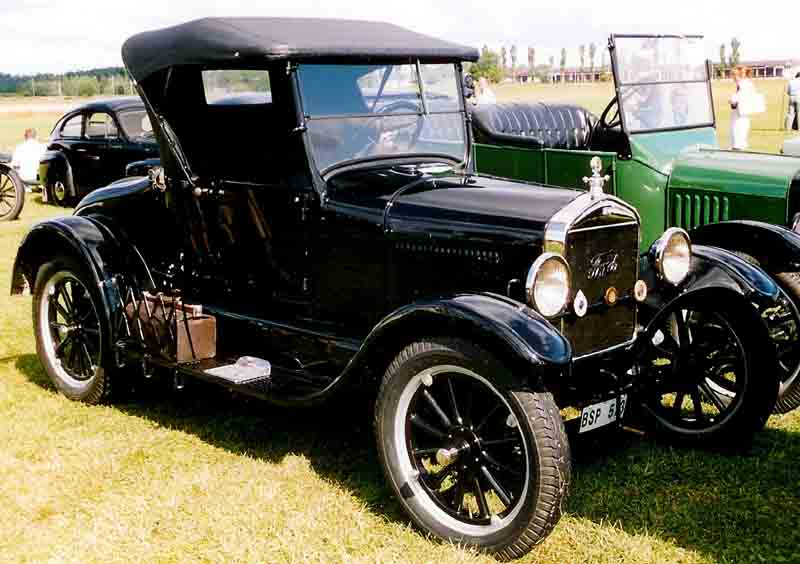
1927 Runabout
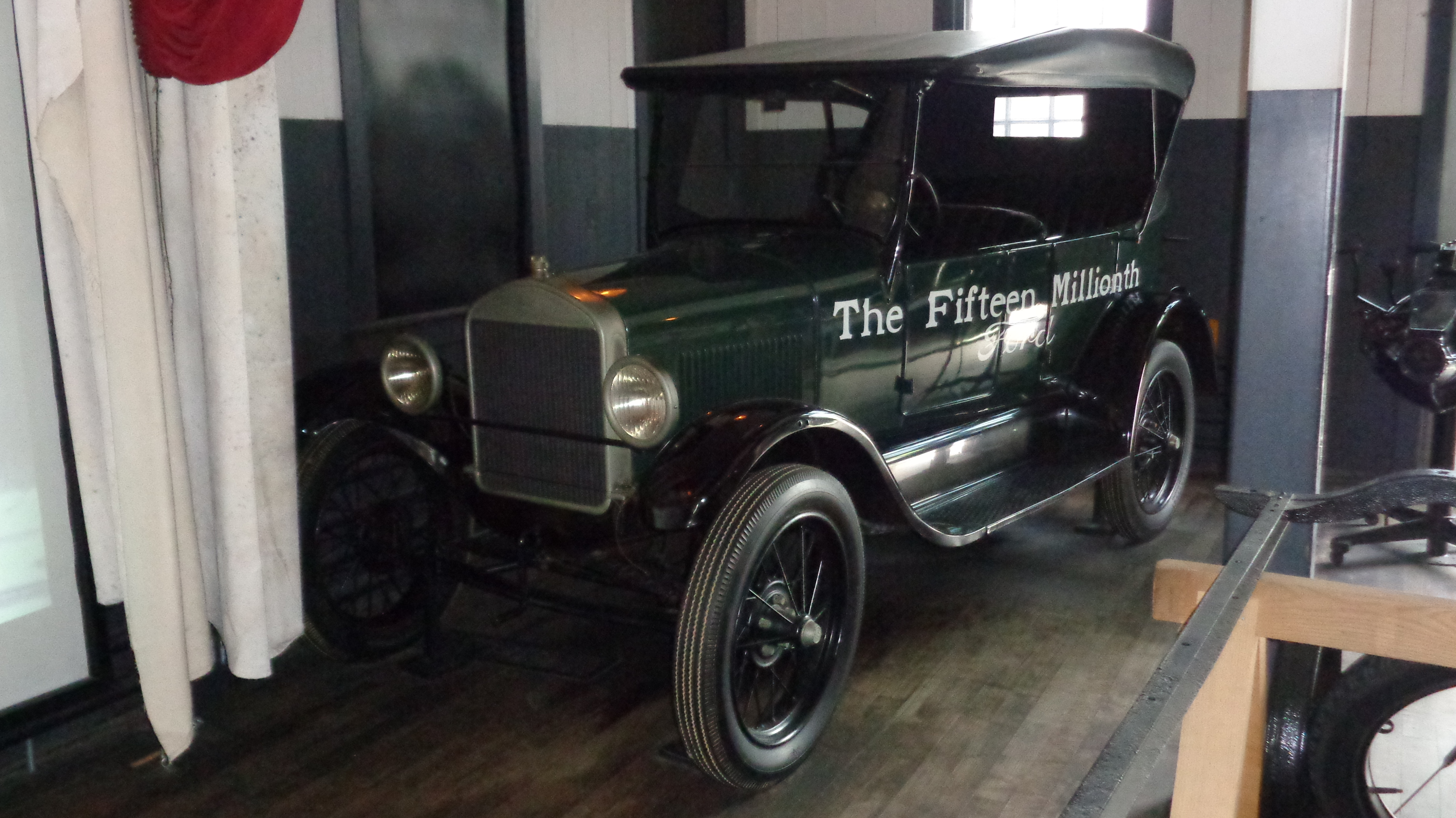
1927 touring – last Ford Model T built at Highland Park Ford Plant
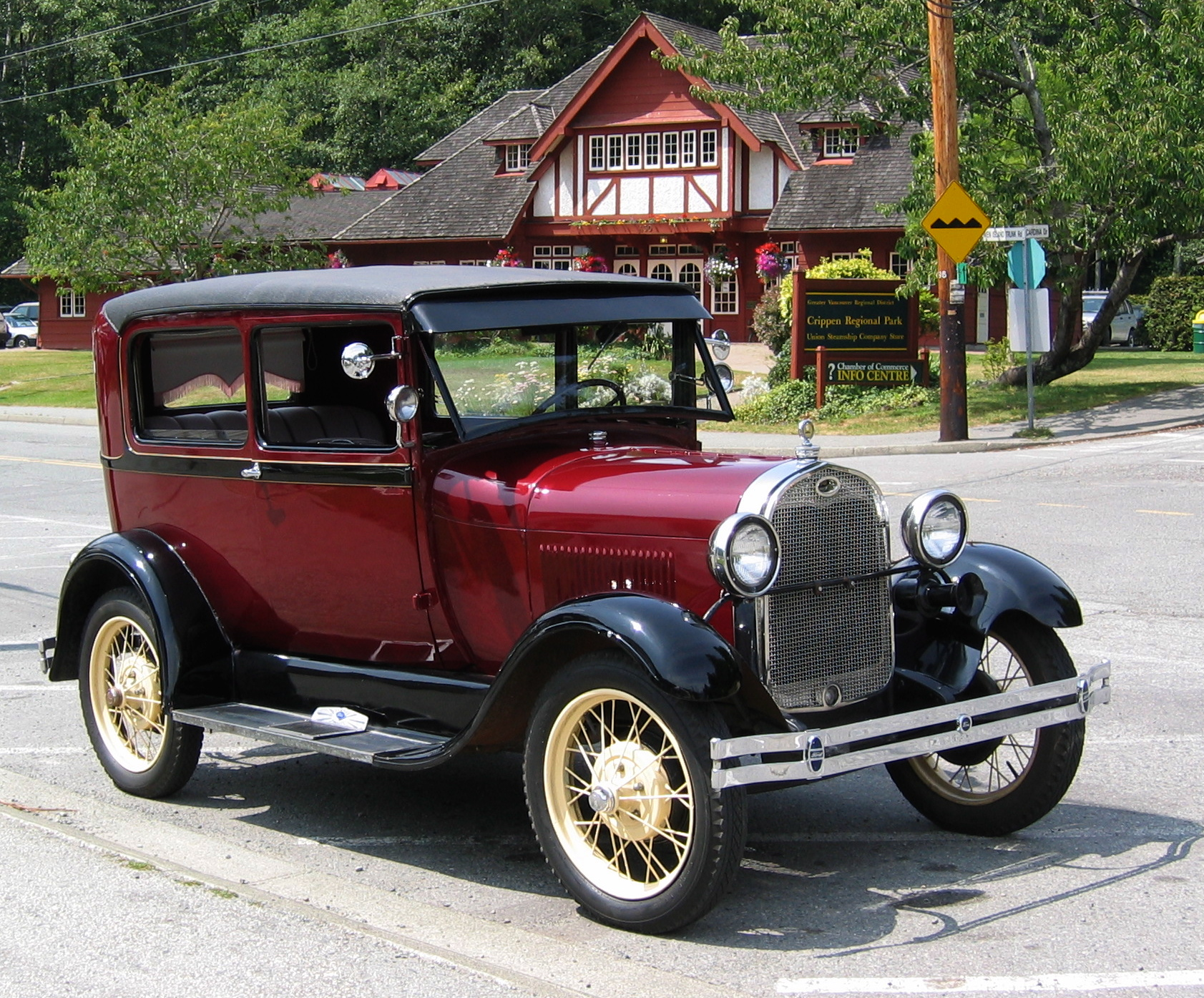
1928 Ford Model A Tudor sedan – shown for comparison, with wider body and curved doors